# Seznam památných stromů v okrese Praha-východ
Toto je seznam památných stromů v okrese Praha-východ, v němž jsou uvedeny památné stromy na území okresu Praha-východ.
| Název                                                   | Obrázek                                                        | Umístění                                                   | Druh                                   | Obvod [v cm] | Kód wikidata      | Galerie                                                                             | Poznámka |
| ------------------------------------------------------- | -------------------------------------------------------------- | ---------------------------------------------------------- | -------------------------------------- | --- | ----------------- | ----------------------------------------------------------------------------------- | --- |
| Dub v Borku                                             | Dub v Borku nad Labem v zahradě u chaty č. p. 018              | Borek 50°13′34″ s. š., 14°38′43″ v. d.                     | dub letní                              | 505 | 103918 Q26788960  | Kategorie „Dub v Borku“ na Wikimedia Commons                                        | Dvoják u chaty č. 018 nad Boreckou svodnicí. Kmen bez výraznějšího mechanického poškození, prosychání koruny do 15 %, koruna nad chatou. Doporučen zdravotní a bezpečnostní řez. |
| Dub v Borku 2                                           | Dub v Borku nad Labem v zahradě u čp 050                       | Borek 50°13′17″ s. š., 14°39′8″ v. d.                      | dub letní                              | 358 | 103853 Q26788901  | Kategorie „Dub v Borku 2“ na Wikimedia Commons                                      | V zahradě u čp. 050 u Labské cyklotrasy 2. Stabilita dobrá, symetrický habitus, mírně proschlá koruna, napaden ochmetem evropským. Dne 8. 6. 2015 udělen souhlas k zásahu do PS - zdravotní řez s lokální redukcí kosterních větví zasažených ochmetem, odstranění zavěšených větví v nezbytně nutné míře. |
| Lípy na Božkově                                         | Lípy u křížku v Božkově u Mnichovic.                           | Božkov 49°55′51″ s. š., 14°42′19″ v. d.                    | lípa malolistá (4)                     | & Chyba ve výrazu: Neočekávaný operátor / Chyba ve výrazu: Neočekávaný operátor / Chyba ve výrazu: Neočekávaný operátor / Chyba ve výrazu: Neočekávaný operátor / Chyba ve výrazu: Neočekávaný operátor / Chyba ve výrazu: Neočekávaný operátor / Chyba ve výrazu: Neočekávaný operátor / Chyba ve výrazu: Neočekávaný operátor / Chyba ve výrazu: Neočekávaný operátor / Chyba ve výrazu: Neočekávaný operátor / Chyba ve výrazu: Neočekávaný operátor / Chyba ve výrazu: Neočekávaný operátor / Chyba ve výrazu: Neočekávaný operátor / Chyba ve výrazu: Neočekávaný operátor / Chyba ve výrazu: Neočekávaný operátor / -1.0000-0 | 103617 Q26780347  | Kategorie „Lípy v Božkově“ na Wikimedia Commons                                     | U křížku na rozcestí ulic Nádražní a Zámecká u červeně značené turistické trasy. Ochrana jedné z lip byla zrušena v roce 2021. |
| Dub F. X. Procházky                                     |                                                                | Brandýs nad Labem 50°11′32″ s. š., 14°39′41″ v. d.         | dub letní                              | 315 | 105608 Q26790180  | Kategorie „Dub F. X. Procházky“ na Wikimedia Commons                                | Na ostrůvku na Labi u Labské cyklotrasy 2. Pojmenován po českém malíři Františku X. Procházkovi. |
| Dub Ostrostřelců                                        |                                                                | Brandýs nad Labem 50°11′30″ s. š., 14°39′44″ v. d.         | dub letní                              | 356 | 105612 Q26790184  | Kategorie „Dub Ostrostřelců“ na Wikimedia Commons                                   | Na ostrůvku na Labi u Labské cyklotrasy 2. Strom z 25% proschlý, snížená vitalita, obrosty na kmeni. |
| Dub při konci Vinořského potoka                         |                                                                | Brandýs nad Labem 50°11′25″ s. š., 14°39′48″ v. d.         | dub letní                              | 307 | 105613 Q26790185  | Kategorie „Dub při konci Vinořského potoka“ na Wikimedia Commons                    | Na ostrůvku na Labi na pravém břehu plavebního kanálu proti vyústění Vinořského potoka. |
| Dub u Labe na Ostrůvku                                  |                                                                | Brandýs nad Labem 50°11′32″ s. š., 14°39′40″ v. d.         | dub letní                              | 304 | 105611 Q26790183  | Kategorie „Dub u Labe na Ostrůvku“ na Wikimedia Commons                             | Na ostrůvku na Labi u Labské cyklotrasy 2. Trojkmen, stagnující vitalita. |
| Dub v mateřské škole Pražská                            |                                                                | Brandýs nad Labem 50°10′53″ s. š., 14°39′23″ v. d.         | dub letní                              | 370 | 105610 Q26790182  | Kategorie „Dub v mateřské škole Pražská“ na Wikimedia Commons                       | V ulici Pražská v zahradě mateřské školy. |
| Duby na hřbitově                                        |                                                                | Brandýs nad Labem 50°11′23″ s. š., 14°39′26″ v. d.         | dub letní (2)                          | & Chyba ve výrazu: Neočekávaný operátor / Chyba ve výrazu: Neočekávaný operátor / Chyba ve výrazu: Neočekávaný operátor / Chyba ve výrazu: Neočekávaný operátor / Chyba ve výrazu: Neočekávaný operátor / Chyba ve výrazu: Neočekávaný operátor / Chyba ve výrazu: Neočekávaný operátor / Chyba ve výrazu: Neočekávaný operátor / Chyba ve výrazu: Neočekávaný operátor / Chyba ve výrazu: Neočekávaný operátor / Chyba ve výrazu: Neočekávaný operátor / Chyba ve výrazu: Neočekávaný operátor / Chyba ve výrazu: Neočekávaný operátor / Chyba ve výrazu: Neočekávaný operátor / Chyba ve výrazu: Neočekávaný operátor / -1.0000-0 | 103621 Q26780300  | Kategorie „Duby na hřbitově“ na Wikimedia Commons                                   | Na hřbitově u zdi. |
| Duby v Brandýse                                         |                                                                | Brandýs nad Labem 50°11′21″ s. š., 14°39′16″ v. d.         | dub letní (2)                          | & Chyba ve výrazu: Neočekávaný operátor / Chyba ve výrazu: Neočekávaný operátor / Chyba ve výrazu: Neočekávaný operátor / Chyba ve výrazu: Neočekávaný operátor / Chyba ve výrazu: Neočekávaný operátor / Chyba ve výrazu: Neočekávaný operátor / Chyba ve výrazu: Neočekávaný operátor / Chyba ve výrazu: Neočekávaný operátor / Chyba ve výrazu: Neočekávaný operátor / Chyba ve výrazu: Neočekávaný operátor / Chyba ve výrazu: Neočekávaný operátor / Chyba ve výrazu: Neočekávaný operátor / Chyba ve výrazu: Neočekávaný operátor / Chyba ve výrazu: Neočekávaný operátor / Chyba ve výrazu: Neočekávaný operátor / -1.0000-0 | 103622 Q26780302  | Kategorie „Duby v Brandýse“ na Wikimedia Commons                                    | Na židovském hřbitově. |
| Jasan na hřbitově                                       |                                                                | Brandýs nad Labem 50°11′22″ s. š., 14°39′26″ v. d.         | jasan ztepilý                          | 323 | 103623 Q26788665  | Kategorie „Jasan na hřbitově“ na Wikimedia Commons                                  | Na hřbitově. Poškozen při vichřici. |
| Jasan u nádraží Brandýs nad Labem                       |                                                                | Brandýs nad Labem 50°11′0″ s. š., 14°39′20″ v. d.          | jasan ztepilý                          | 380 | 105615 Q26790186  | Kategorie „Jasan u nádraží Brandýs nad Labem“ na Wikimedia Commons                  | V zahradě jihojihovýchodně od železniční stanice. Solitér s výrazným tlakovým větvením, nebezpečí rozlomení. |
| Melicharův dub                                          |                                                                | Brandýs nad Labem 50°10′52″ s. š., 14°39′24″ v. d.         | dub letní                              | 370 | 105609 Q26790181  | Kategorie „Melicharův dub“ na Wikimedia Commons                                     | V ulici Pražská v parku u bývalé Melicharovy vily, dnes obytná zástavba Rezidence Melicharka. |
| Dub Ludvíka Salvátora                                   |                                                                | Brandýs nad Labem 50°11′13″ s. š., 14°40′1″ v. d.          | dub letní                              | 284 | 105936 Q26790551  |                                                                                     | V zámecké zahradě mezi příkopem a plochou zvanou Míčovna. Strom pojmenován po cestovateli Ludvíku Salvátoru Toskánském. |
| Jasan pod Rudolfinkou                                   |                                                                | Brandýs nad Labem 50°11′13″ s. š., 14°40′2″ v. d.          | jasan ztepilý                          | 408 | 105938 Q26790554  | Kategorie „Jasan pod Rudolfinkou“ na Wikimedia Commons                              | V příkopě pod spojovací chodbou mezi zámkem a zahradou zvanou Rudolfinka. |
| Královický dub                                          |                                                                | Brandýs nad Labem 50°10′51″ s. š., 14°41′4″ v. d.          | dub letní                              | 373 | 105878 Q26790493  | Kategorie „Královický dub“ na Wikimedia Commons                                     | V zahradě ve svahu nad levým břehem Labe u modře značené turistické trasy a Labské cyklotrasy 2. |
| Lípa císaře Františka I.                                |                                                                | Brandýs nad Labem 50°11′8″ s. š., 14°40′5″ v. d.           | lípa malolistá                         | 314 | 105937 Q26790552  | Kategorie „Lípa císaře Františka I.“ na Wikimedia Commons                           | V zámecké zahradě na konci lipové aleje. |
| Skupina tisů v zahradě Valdštejnského domu              |                                                                | Brandýs nad Labem 50°11′5″ s. š., 14°39′43″ v. d.          | tis červený                            | & Chyba ve výrazu: Neočekávaný operátor / Chyba ve výrazu: Neočekávaný operátor / Chyba ve výrazu: Neočekávaný operátor / Chyba ve výrazu: Neočekávaný operátor / Chyba ve výrazu: Neočekávaný operátor / Chyba ve výrazu: Neočekávaný operátor / Chyba ve výrazu: Neočekávaný operátor / Chyba ve výrazu: Neočekávaný operátor / Chyba ve výrazu: Neočekávaný operátor / Chyba ve výrazu: Neočekávaný operátor / Chyba ve výrazu: Neočekávaný operátor / Chyba ve výrazu: Neočekávaný operátor / Chyba ve výrazu: Neočekávaný operátor / Chyba ve výrazu: Neočekávaný operátor / Chyba ve výrazu: Neočekávaný operátor / -1.0000-0 | 105940 Q26780306  |                                                                                     | V zadní části zahrady u čp. 61. |
| Za pomníkem v Brázdimi                                  |                                                                | Brázdim 50°11′2″ s. š., 14°35′25″ v. d.                    | lípa malolistá (1) vrba překrásná (7)  | & Chyba ve výrazu: Neočekávaný operátor / Chyba ve výrazu: Neočekávaný operátor / Chyba ve výrazu: Neočekávaný operátor / Chyba ve výrazu: Neočekávaný operátor / Chyba ve výrazu: Neočekávaný operátor / Chyba ve výrazu: Neočekávaný operátor / Chyba ve výrazu: Neočekávaný operátor / Chyba ve výrazu: Neočekávaný operátor / Chyba ve výrazu: Neočekávaný operátor / Chyba ve výrazu: Neočekávaný operátor / Chyba ve výrazu: Neočekávaný operátor / Chyba ve výrazu: Neočekávaný operátor / Chyba ve výrazu: Neočekávaný operátor / Chyba ve výrazu: Neočekávaný operátor / Chyba ve výrazu: Neočekávaný operátor / -1.0000-0 | 103675 Q26780297  |                                                                                     | Na dětském hřišti a u pomníku padlým u červeně značené turistické trasy. V roce 1991 jedna vrba padla a v roce 1995 jedna skácena. |
| Mléče v RAJI                                            | Lípa a javor u čp. 119 v Čelákovicích                          | Čelákovice 50°9′45″ s. š., 14°44′57″ v. d.                 | javor mléč                             | & Chyba ve výrazu: Neočekávaný operátor / Chyba ve výrazu: Neočekávaný operátor / Chyba ve výrazu: Neočekávaný operátor / Chyba ve výrazu: Neočekávaný operátor / Chyba ve výrazu: Neočekávaný operátor / Chyba ve výrazu: Neočekávaný operátor / Chyba ve výrazu: Neočekávaný operátor / Chyba ve výrazu: Neočekávaný operátor / Chyba ve výrazu: Neočekávaný operátor / Chyba ve výrazu: Neočekávaný operátor / Chyba ve výrazu: Neočekávaný operátor / Chyba ve výrazu: Neočekávaný operátor / Chyba ve výrazu: Neočekávaný operátor / Chyba ve výrazu: Neočekávaný operátor / Chyba ve výrazu: Neočekávaný operátor / -1.0000-0 | 103650 Q26788681  | Kategorie „Lípa malolistá a javor mléč u čp. 119 (Čelákovice)“ na Wikimedia Commons | Za pobočkou ČSOB čp. 1998 na bývalém dvoře RAJ. |
| Jinan v Čelákovicích                                    | Jinan dvoulaločný v areálu ZŠ Kamenka v Čelákovicích           | Čelákovice 50°9′56″ s. š., 14°45′14″ v. d.                 | jinan dvoulaločný                      | 280 | 105145 Q26789701  | Kategorie „Jinan dvoulaločný u ZŠ Kamenka (Čelákovice)“ na Wikimedia Commons        | U základní školy Kamenka v Kostelní ulici v Čelákovicích. Čtyřkmenný, zcela zdravý, nepoškozený. |
| Lípa v Ráji                                             | Lípa a javor u čp. 119 v Čelákovicích                          | Čelákovice 50°9′45″ s. š., 14°44′57″ v. d.                 | lípa malolistá                         | 275 | 103651 Q26788682  | Kategorie „Lípa malolistá a javor mléč u čp. 119 (Čelákovice)“ na Wikimedia Commons | Za pobočkou ČSOB čp. 1998 na bývalém dvoře RAJ. |
| Lípa u Děkanského kostela                               | Lípa malolistá u kostela v Kostelní ul. v Čelákovicích         | Čelákovice 50°9′58″ s. š., 14°45′10″ v. d.                 | lípa malolistá                         | 259 | 103649 Q26788680  | Kategorie „Lípa u děkanského kostela (Čelákovice)“ na Wikimedia Commons             | Před vchodem do Kostela Nanebevzetí Panny Marie. |
| Čestlické lípy †                                        |                                                                | Čestlice                                                   | lípa malolistá (4)                     | & Chyba ve výrazu: Neočekávaný operátor / Chyba ve výrazu: Neočekávaný operátor / Chyba ve výrazu: Neočekávaný operátor / Chyba ve výrazu: Neočekávaný operátor / Chyba ve výrazu: Neočekávaný operátor / Chyba ve výrazu: Neočekávaný operátor / Chyba ve výrazu: Neočekávaný operátor / Chyba ve výrazu: Neočekávaný operátor / Chyba ve výrazu: Neočekávaný operátor / Chyba ve výrazu: Neočekávaný operátor / Chyba ve výrazu: Neočekávaný operátor / Chyba ve výrazu: Neočekávaný operátor / Chyba ve výrazu: Neočekávaný operátor / Chyba ve výrazu: Neočekávaný operátor / Chyba ve výrazu: Neočekávaný operátor / -1.0000-0 | 104546            |                                                                                     | U sochy sv. Václava, ochrana zrušena ke dni 06.10.2003 z důvodu špatného zdravotního stavu lip. |
| Jasan u kostela                                         |                                                                | Čestlice 50°0′11″ s. š., 14°35′ v. d.                      | jasan ztepilý                          | 370 | 103627 Q26788668  |                                                                                     | U Kostela svatého Prokopa. |
| Jasan v Čestlicích                                      | Jasan u čestlické školy                                        | Čestlice 50°0′7″ s. š., 14°35′ v. d.                       | jasan ztepilý                          | 278 | 103629 Q26788669  | Kategorie „Jasan v Čestlicích“ na Wikimedia Commons                                 | Proti škole na návsi u cyklotrasy 0027. |
| Jírovec v Čestlicích †                                  |                                                                | Čestlice                                                   | jírovec maďal                          | 243 | 103628            |                                                                                     | U pomníku padlým, ochrana zrušena ke dni 27.06.2012, strom byl předtím neznámo kdy pokácen. |
| Topol v Dehtárech                                       |                                                                | Dehtáry 50°8′34″ s. š., 14°37′55″ v. d.                    | topol černý                            | 549 | 103664 Q26788688  |                                                                                     | U rybníka při polní cestě do Svémyslic. Terminál kmene je asi v 8 m uřízlý, od něho je až k zemi dutina. Strom je ale vitální. Rozdvojený kmen, prasklý v celé délce, proschlá koruna (20%). |
| Buk lesní †                                             |                                                                | Dobřejovice                                                | Buk lesní                              | 264 | 105093            |                                                                                     | V zahradě za nynější poštou, vyvrácen vichřicí podzim roku 2004. Dne 20. května 2005 zrušena ochrana. |
| Dobřejovická linda                                      | Dobřejovická linda                                             | Dobřejovice 49°58′58″ s. š., 14°34′53″ v. d.               | topol bílý                             | 500 | 103631 Q26788671  | Kategorie „Dobřejovická linda“ na Wikimedia Commons                                 | Nejsilnější ve skupině stromů u hřiště. Ve 3 m se rozvětvuje na tři hlavní větve, široká mohutná koruna. Vitální, obráží, zavaluje. |
| Dobřejovické kleny                                      | Dobřejovické kleny                                             | Dobřejovice 49°58′55″ s. š., 14°34′41″ v. d.               | javor klen (2)                         | & Chyba ve výrazu: Neočekávaný operátor / Chyba ve výrazu: Neočekávaný operátor / Chyba ve výrazu: Neočekávaný operátor / Chyba ve výrazu: Neočekávaný operátor / Chyba ve výrazu: Neočekávaný operátor / Chyba ve výrazu: Neočekávaný operátor / Chyba ve výrazu: Neočekávaný operátor / Chyba ve výrazu: Neočekávaný operátor / Chyba ve výrazu: Neočekávaný operátor / Chyba ve výrazu: Neočekávaný operátor / Chyba ve výrazu: Neočekávaný operátor / Chyba ve výrazu: Neočekávaný operátor / Chyba ve výrazu: Neočekávaný operátor / Chyba ve výrazu: Neočekávaný operátor / Chyba ve výrazu: Neočekávaný operátor / -1.0000-0 | 103633 Q26780361  | Kategorie „Dobřejovické kleny)“ na Wikimedia Commons                                | V zahradě za nynější poštou. |
| Dobřejovický topol                                      | Dobřejovický topol                                             | Dobřejovice 49°58′56″ s. š., 14°34′51″ v. d.               | topol černý                            | 600 | 103630 Q26788670  | Kategorie „Dobřejovický topol“ na Wikimedia Commons                                 | V zahradě u čp. 44. Jednostranná koruna, částečně proschlá. Pravděpodobně není čistý topol černý. |
| Lípa u rasovny                                          | Lípy u rasovny                                                 | Dobřejovice 49°59′16″ s. š., 14°34′32″ v. d.               | lípa malolistá                         | 350 | 103590 Q26788652  | Kategorie „Lípa u rasovny“ na Wikimedia Commons                                     | U chaty č. 37, u bývalé rasovny. |
| Lípa u zvoničky †                                       |                                                                | Dobřejovice 49°58′55″ s. š., 14°34′53″ v. d.               | lípa malolistá                         | 338 | 103632            |                                                                                     | U zvoničky z r. 1879 proti čp. 14. Strom zlomen větrem 18. září 2015. Ochrana zrušena 1. února 2025 a na místě vysazen nový strom. |
| Dub v Dolínku                                           |                                                                | Dolínek 50°13′28″ s. š., 14°25′25″ v. d.                   | dub letní                              | 493 | 103587 Q26788650  |                                                                                     | V Dolínku u vodní nádrže v blízkosti areálu SÚS Mnichovo Hradiště. Prosychající koruna. |
| Lípy v Dolní Lomnici †                                  | Památné lípy v Dolní Lomnici                                   | Dolní Lomnice 49°54′53″ s. š., 14°40′59″ v. d.             | lípa malolistá (2)                     | & Chyba ve výrazu: Neočekávaný operátor / Chyba ve výrazu: Neočekávaný operátor / Chyba ve výrazu: Neočekávaný operátor / Chyba ve výrazu: Neočekávaný operátor / Chyba ve výrazu: Neočekávaný operátor / Chyba ve výrazu: Neočekávaný operátor / Chyba ve výrazu: Neočekávaný operátor / Chyba ve výrazu: Neočekávaný operátor / Chyba ve výrazu: Neočekávaný operátor / Chyba ve výrazu: Neočekávaný operátor / Chyba ve výrazu: Neočekávaný operátor / Chyba ve výrazu: Neočekávaný operátor / Chyba ve výrazu: Neočekávaný operátor / Chyba ve výrazu: Neočekávaný operátor / Chyba ve výrazu: Neočekávaný operátor / -1.0000-0 | 106162 Q76809958  | Kategorie „Dvě lípy malolisté v Dolní Lomnici u Kunic“ na Wikimedia Commons         | U kapličky v Dolní Lomnici. Rozhodnutím MěÚ v Říčanech z 30. 9. 2021 byla ochranu 1 ks lípy srdčité (s menším obvodem kmene) zrušena, neboť lípa uschla. Ochrana stromů zrušena 22.07.2025. |
| Dub v Dolní Lomnici                                     |                                                                | Dolní Lomnice 49°55′13″ s. š., 14°41′18″ v. d.             | dub letní                              | 302 | 106489            |                                                                                     | Solitéra na volném prostranství při okraji louky, v blízkosti remízu. |
| Dřevčická alej                                          | Dřevčická alej                                                 | Dřevčice 50°10′5″ s. š., 14°38′1″ v. d.                    | lípa malolistá (4)                     | & Chyba ve výrazu: Neočekávaný operátor / Chyba ve výrazu: Neočekávaný operátor / Chyba ve výrazu: Neočekávaný operátor / Chyba ve výrazu: Neočekávaný operátor / Chyba ve výrazu: Neočekávaný operátor / Chyba ve výrazu: Neočekávaný operátor / Chyba ve výrazu: Neočekávaný operátor / Chyba ve výrazu: Neočekávaný operátor / Chyba ve výrazu: Neočekávaný operátor / Chyba ve výrazu: Neočekávaný operátor / Chyba ve výrazu: Neočekávaný operátor / Chyba ve výrazu: Neočekávaný operátor / Chyba ve výrazu: Neočekávaný operátor / Chyba ve výrazu: Neočekávaný operátor / Chyba ve výrazu: Neočekávaný operátor / -1.0000-0 | 103585 Q26791045  | Kategorie „Dřevčická alej“ na Wikimedia Commons                                     | Podél obvodové zdi hřbitova; 1 lípa zlomena a odstraněna před r. 2001. Původně 9 stromů, dnes jen 4 exempláře. |
| Dřevčický jasan                                         | Jasan ztepilý                                                  | Dřevčice 50°10′5″ s. š., 14°38′0″ v. d.                    | jasan ztepilý                          | & Chyba ve výrazu: Neočekávaný operátor / Chyba ve výrazu: Neočekávaný operátor / Chyba ve výrazu: Neočekávaný operátor / Chyba ve výrazu: Neočekávaný operátor / Chyba ve výrazu: Neočekávaný operátor / Chyba ve výrazu: Neočekávaný operátor / Chyba ve výrazu: Neočekávaný operátor / Chyba ve výrazu: Neočekávaný operátor / Chyba ve výrazu: Neočekávaný operátor / Chyba ve výrazu: Neočekávaný operátor / Chyba ve výrazu: Neočekávaný operátor / Chyba ve výrazu: Neočekávaný operátor / Chyba ve výrazu: Neočekávaný operátor / Chyba ve výrazu: Neočekávaný operátor / Chyba ve výrazu: Neočekávaný operátor / -1.0000-0 | 103667 Q26780296  | Kategorie „Jasan ztepilý (Dřevčice)“ na Wikimedia Commons                           | Na hřbitově. Proschlá koruna (15%), olámané větve, na místě zlomů nástup hnilob. Původně vyhlášeny dva stromy. Jeden zanikl neznámo kdy. |
| Lípa v Herinku 2                                        | Lípa malolistá                                                 | Herink 49°58′3″ s. š., 14°34′31″ v. d.                     | lípa malolistá                         | 293 | 103634 Q26788672  | Kategorie „Lípa v Herinku 2“ na Wikimedia Commons                                   | U silnice u transformátoru. |
| Moruše v Hlavenci                                       | Moruše v Hlavenci (2019)                                       | Hlavenec 50°14′17″ s. š., 14°42′5″ v. d.                   | morušovník bílý                        | 298 | 103848 Q26788897  | Kategorie „Moruše v Hlavenci“ na Wikimedia Commons                                  | Před čp.13, ve středu obce. Strom je dosti poškozený, ale ošetřený, řezné rány jsou natřeny. |
| Dub v Hradových Střimelicích                            |                                                                | Hradové Střimelice 49°54′15″ s. š., 14°49′8″ v. d.         | dub letní                              | 475 | 104042 Q26789066  | Kategorie „Památný dub v Hradových Střimelicích“ na Wikimedia Commons               | Při vjezdu do obce od Stříbrné Skalice na okraji borového porostu. |
| Lípy v Hradových Střimelicích                           |                                                                | Hradové Střimelice 49°53′57″ s. š., 14°49′29″ v. d.        | lípa malolistá (3)                     | & Chyba ve výrazu: Neočekávaný operátor / Chyba ve výrazu: Neočekávaný operátor / Chyba ve výrazu: Neočekávaný operátor / Chyba ve výrazu: Neočekávaný operátor / Chyba ve výrazu: Neočekávaný operátor / Chyba ve výrazu: Neočekávaný operátor / Chyba ve výrazu: Neočekávaný operátor / Chyba ve výrazu: Neočekávaný operátor / Chyba ve výrazu: Neočekávaný operátor / Chyba ve výrazu: Neočekávaný operátor / Chyba ve výrazu: Neočekávaný operátor / Chyba ve výrazu: Neočekávaný operátor / Chyba ve výrazu: Neočekávaný operátor / Chyba ve výrazu: Neočekávaný operátor / Chyba ve výrazu: Neočekávaný operátor / -1.0000-0 | 104043 Q26780315  | Kategorie „Lípy v Hradových Střimelicích“ na Wikimedia Commons                      | Na návrší zvaném Kamenný kríž jihovýchodně od obce. |
| Vrba v Hradových Střimelicích                           |                                                                | Hradové Střimelice 49°53′15″ s. š., 14°49′57″ v. d.        | vrba křehká                            | 510 | 104041 Q26789065  | Kategorie „Vrba v Hradových Střimelicích“ na Wikimedia Commons                      | Na pravém břehu Sázavy u silničky v chatové osadě Kloučka u červeně značené turistické stezky a cyklotrasy 19. Mohutná s hrubou borkou a houbami na kmeni. |
| Hrusická lípa (přehlášená na Lípa na návsi v Hrusicích) |                                                                | Hrusice 49°54′36″ s. š., 14°44′16″ v. d.                   | lípa malolistá                         | 362 | 103626 Q26788667  |                                                                                     | Mohutné kořenové náběhy, na kmeni vlky, kmen bez výraznějšího poškození, koruna má čtyři hlavní větve, pravidelná, bez pahýlů a suchých částí. Houby nenalezeny. Dobrý zdravotní stav (2004). U kostela, u žlutě značené turistické cesty mezi kostelem a farou vysazena roku 1777. |
| Lípa na návsi v Hrusicích                               | Hrusická lípa                                                  | Hrusice 49°54′36″ s. š., 14°44′16″ v. d.                   | lípa malolistá                         | 323 | 106528            | Kategorie „Hrusická lípa“ na Wikimedia Commons                                      | Roste v centrální části obce, která je součástí parkové části návsi a dotváří ráz „Ladových Hrusic“. Strom působí na návsi jako dominanta, plní funkci historickou, ekologickou, biologickou a estetickou. |
| Lípa v Hrusicích                                        | Lípa u hrusického hřbitova                                     | Hrusice 49°54′49″ s. š., 14°44′20″ v. d.                   | lípa malolistá                         | 390 | 103595 Q26788654  | Kategorie „Lípa v Hrusicích“ na Wikimedia Commons                                   | Na kmeni boule, vlky ořezány, jinak kmen bez výraznějšího poškození. Koruna pravidelná, bez pahýlů a suchých částí. Houby nenalezeny. Dobrý zdravotní stav. U vchodu na hřbitov vedle červeně značené naučné stezky Cesta kocoura Mikeše. |
| Lípy v Hrusicích u Božích muk                           | Lípy u božích muk v Hrusicích                                  | Hrusice 49°54′43″ s. š., 14°44′16″ v. d.                   | lípa malolistá (2)                     | & Chyba ve výrazu: Neočekávaný operátor / Chyba ve výrazu: Neočekávaný operátor / Chyba ve výrazu: Neočekávaný operátor / Chyba ve výrazu: Neočekávaný operátor / Chyba ve výrazu: Neočekávaný operátor / Chyba ve výrazu: Neočekávaný operátor / Chyba ve výrazu: Neočekávaný operátor / Chyba ve výrazu: Neočekávaný operátor / Chyba ve výrazu: Neočekávaný operátor / Chyba ve výrazu: Neočekávaný operátor / Chyba ve výrazu: Neočekávaný operátor / Chyba ve výrazu: Neočekávaný operátor / Chyba ve výrazu: Neočekávaný operátor / Chyba ve výrazu: Neočekávaný operátor / Chyba ve výrazu: Neočekávaný operátor / -1.0000-0 | 103614 Q26780359  | Kategorie „Lípy v Hrusicích u Božích muk“ na Wikimedia Commons                      | U božích muk z roku 1893 při výjezdu na Mnichovice c. Podle Rozhodnutí vyhlášena jen jedna lípa. |
| Lipové stromořadí v Hrusicích                           |                                                                | Hrusice 49°54′35″ s. š., 14°44′16″ v. d.                   | lípa velkolistá (1) lípa malolistá (8) | & Chyba ve výrazu: Neočekávaný operátor / Chyba ve výrazu: Neočekávaný operátor / Chyba ve výrazu: Neočekávaný operátor / Chyba ve výrazu: Neočekávaný operátor / Chyba ve výrazu: Neočekávaný operátor / Chyba ve výrazu: Neočekávaný operátor / Chyba ve výrazu: Neočekávaný operátor / Chyba ve výrazu: Neočekávaný operátor / Chyba ve výrazu: Neočekávaný operátor / Chyba ve výrazu: Neočekávaný operátor / Chyba ve výrazu: Neočekávaný operátor / Chyba ve výrazu: Neočekávaný operátor / Chyba ve výrazu: Neočekávaný operátor / Chyba ve výrazu: Neočekávaný operátor / Chyba ve výrazu: Neočekávaný operátor / -1.0000-0 | 106536            |                                                                                     | Na návsi u kostela v Hrusicích |
| Dub v Řeži                                              | Dub v Řeži                                                     | Husinec 50°10′41″ s. š., 14°21′34″ v. d.                   | dub letní                              | 574 | 103598 Q26788655  | Kategorie „Dub v Řeži“ na Wikimedia Commons                                         | V areálu Ústavu jaderného výzkumu. Solitéra, krásná souměrná koruna, kmen se pod rozvětvením prudce rozšiřuje, koruna je ošetřená a stažená lany. Kmen dutý, dutina asi v 8 metrech je zakryta, rány natřeny pryskyřicí. Asi v 8 m se dělí na více silných větví |
| Jenštejnská lípa                                        |                                                                | Jenštejn 50°9′14″ s. š., 14°36′34″ v. d.                   | lípa malolistá                         | 415 | 103668 Q26788690  | Kategorie „Jenštejnská lípa“ na Wikimedia Commons                                   | Na západním břehu rybníka u naučné stezky Vinoř-Jenštejn a červeně značené turistické trasy. Rozdvojený kmen, nástup dutiny v délce 1 m od báze kmene, hniloba v nejnižší větvi, proschlé větve (15%). |
| Lípy u křížku                                           |                                                                | Jevany 49°58′18″ s. š., 14°48′41″ v. d.                    | lípa malolistá (3)                     | & Chyba ve výrazu: Neočekávaný operátor / Chyba ve výrazu: Neočekávaný operátor / Chyba ve výrazu: Neočekávaný operátor / Chyba ve výrazu: Neočekávaný operátor / Chyba ve výrazu: Neočekávaný operátor / Chyba ve výrazu: Neočekávaný operátor / Chyba ve výrazu: Neočekávaný operátor / Chyba ve výrazu: Neočekávaný operátor / Chyba ve výrazu: Neočekávaný operátor / Chyba ve výrazu: Neočekávaný operátor / Chyba ve výrazu: Neočekávaný operátor / Chyba ve výrazu: Neočekávaný operátor / Chyba ve výrazu: Neočekávaný operátor / Chyba ve výrazu: Neočekávaný operátor / Chyba ve výrazu: Neočekávaný operátor / -1.0000-0 | 104039 Q26780317  | Kategorie „Lípy u křížku (Jevany)“ na Wikimedia Commons                             | Před budovou obecního úřadu kolem křížku. |
| Penčický smrk                                           |                                                                | Jevany 49°57′24″ s. š., 14°49′14″ v. d.                    | smrk ztepilý                           | 322 | 104076 Q26789088  | Kategorie „Penčický smrk“ na Wikimedia Commons                                      | Při silnici Jevany-Černé Voděrady u mostu přes Jevanský potok u cyklotrasy 0058 a nedaleko červeně značené naučné lesní stezky Penčický okruh. |
| Jírovec v Jirnech †                                     |                                                                | Jirny 50°6′52″ s. š., 14°41′57″ v. d.                      | jírovec maďal                          | 294 | 103661 Q26788686  |                                                                                     | Před kostelem sv. Petra a Pavla. Dle revizního formuláře strom již neexistuje, není ani patrný na leteckém snímku. Zanikl neznámo kdy. |
| Lípa malolistá †                                        |                                                                | Jirny                                                      | lípa malolistá                         | 260 | 103660 Q75570049  |                                                                                     | U čp. 12, strom byl v roce 1989 vyvrácen. |
| Alej v Jirnech                                          |                                                                | Jirny 50°6′47″ s. š., 14°41′50″ v. d.                      | lípa malolistá (22)                    | & Chyba ve výrazu: Neočekávaný operátor / Chyba ve výrazu: Neočekávaný operátor / Chyba ve výrazu: Neočekávaný operátor / Chyba ve výrazu: Neočekávaný operátor / Chyba ve výrazu: Neočekávaný operátor / Chyba ve výrazu: Neočekávaný operátor / Chyba ve výrazu: Neočekávaný operátor / Chyba ve výrazu: Neočekávaný operátor / Chyba ve výrazu: Neočekávaný operátor / Chyba ve výrazu: Neočekávaný operátor / Chyba ve výrazu: Neočekávaný operátor / Chyba ve výrazu: Neočekávaný operátor / Chyba ve výrazu: Neočekávaný operátor / Chyba ve výrazu: Neočekávaný operátor / Chyba ve výrazu: Neočekávaný operátor / -1.0000-0 | 103662 Q26791011  | Kategorie „Alej v Jirnech“ na Wikimedia Commons                                     | Na jižním a východním břehu Návesního rybníka podél Jirenské naučné stezky a žlutě značené turistické trasy. |
| Dub u cesty v Poddubí                                   |                                                                | Kaliště 49°52′32″ s. š., 14°45′22″ v. d.                   | dub letní                              | 372 | 103640 Q26788673  | Kategorie „Dub v Poddubí“ na Wikimedia Commons                                      | V osadě Poddubí u červeně značené turistické trasy. |
| Duby v Poddubí                                          |                                                                | Kaliště 49°52′33″ s. š., 14°45′20″ v. d.                   | dub letní (2)                          | & Chyba ve výrazu: Neočekávaný operátor / Chyba ve výrazu: Neočekávaný operátor / Chyba ve výrazu: Neočekávaný operátor / Chyba ve výrazu: Neočekávaný operátor / Chyba ve výrazu: Neočekávaný operátor / Chyba ve výrazu: Neočekávaný operátor / Chyba ve výrazu: Neočekávaný operátor / Chyba ve výrazu: Neočekávaný operátor / Chyba ve výrazu: Neočekávaný operátor / Chyba ve výrazu: Neočekávaný operátor / Chyba ve výrazu: Neočekávaný operátor / Chyba ve výrazu: Neočekávaný operátor / Chyba ve výrazu: Neočekávaný operátor / Chyba ve výrazu: Neočekávaný operátor / Chyba ve výrazu: Neočekávaný operátor / -1.0000-0 | 103613 Q26780353  |                                                                                     | V osadě Poddubí u chaty č. 0404. |
| Lípy v Poddubí                                          |                                                                | Kaliště 49°52′26″ s. š., 14°45′27″ v. d.                   | lípa malolistá (2)                     | & Chyba ve výrazu: Neočekávaný operátor / Chyba ve výrazu: Neočekávaný operátor / Chyba ve výrazu: Neočekávaný operátor / Chyba ve výrazu: Neočekávaný operátor / Chyba ve výrazu: Neočekávaný operátor / Chyba ve výrazu: Neočekávaný operátor / Chyba ve výrazu: Neočekávaný operátor / Chyba ve výrazu: Neočekávaný operátor / Chyba ve výrazu: Neočekávaný operátor / Chyba ve výrazu: Neočekávaný operátor / Chyba ve výrazu: Neočekávaný operátor / Chyba ve výrazu: Neočekávaný operátor / Chyba ve výrazu: Neočekávaný operátor / Chyba ve výrazu: Neočekávaný operátor / Chyba ve výrazu: Neočekávaný operátor / -1.0000-0 | 103636 Q26780355  | Kategorie „Lípy v Poddubí“ na Wikimedia Commons                                     | V osadě Poddubí proti čp. 14 u červeně značené turistické trasy. |
| Lípa v Kališti                                          |                                                                | Kaliště 49°53′0″ s. š., 14°46′26″ v. d.                    | lípa malolistá                         | 250 | 103646 Q26788678  | Kategorie „Lípa v Kališti“ na Wikimedia Commons                                     | Před čp. 11 u naučné stezky Vodnické vycházky a žlutě značené turistické trasy. |
| Dub V dobrém pivě                                       |                                                                | Káraný 50°11′16″ s. š., 14°44′42″ v. d.                    | dub letní                              | 452 | 103589 Q26788651  |                                                                                     | V okolí bývalého hrádku Opočen, na okraji louky "V dobrém pivě", u transformátoru, chatová osada SV obce u modře značené turistické trasy. Značná dutina kmene, velice proschlá koruna (30%) a značně poškozená jedna z kosterních větví, napaden ochmetem evropským. |
| Duby v Káraném                                          |                                                                | Káraný 50°11′18″ s. š., 14°44′46″ v. d.                    | dub letní (2)                          | & Chyba ve výrazu: Neočekávaný operátor / Chyba ve výrazu: Neočekávaný operátor / Chyba ve výrazu: Neočekávaný operátor / Chyba ve výrazu: Neočekávaný operátor / Chyba ve výrazu: Neočekávaný operátor / Chyba ve výrazu: Neočekávaný operátor / Chyba ve výrazu: Neočekávaný operátor / Chyba ve výrazu: Neočekávaný operátor / Chyba ve výrazu: Neočekávaný operátor / Chyba ve výrazu: Neočekávaný operátor / Chyba ve výrazu: Neočekávaný operátor / Chyba ve výrazu: Neočekávaný operátor / Chyba ve výrazu: Neočekávaný operátor / Chyba ve výrazu: Neočekávaný operátor / Chyba ve výrazu: Neočekávaný operátor / -1.0000-0 | 103624 Q26780294  |                                                                                     | V okolí bývalého loveckého zámečku Opočeň, na konci chatové osady v ohybu modře značené cesty u poslední chaty čp. 0442 byly dva duby u sebe. Jeden pokácen v únoru 2012 po odlomení jedné ze zbývajících větví. |
| Dub letní Na Hradišti                                   |                                                                | Klecany                                                    | dub letní                              | 331 | 106427            |                                                                                     | |
| Lípy u zvoničky v Klokočné                              |                                                                | Klokočná 49°57′28″ s. š., 14°43′6″ v. d.                   | lípa malolistá (2)                     | & Chyba ve výrazu: Neočekávaný operátor / Chyba ve výrazu: Neočekávaný operátor / Chyba ve výrazu: Neočekávaný operátor / Chyba ve výrazu: Neočekávaný operátor / Chyba ve výrazu: Neočekávaný operátor / Chyba ve výrazu: Neočekávaný operátor / Chyba ve výrazu: Neočekávaný operátor / Chyba ve výrazu: Neočekávaný operátor / Chyba ve výrazu: Neočekávaný operátor / Chyba ve výrazu: Neočekávaný operátor / Chyba ve výrazu: Neočekávaný operátor / Chyba ve výrazu: Neočekávaný operátor / Chyba ve výrazu: Neočekávaný operátor / Chyba ve výrazu: Neočekávaný operátor / Chyba ve výrazu: Neočekávaný operátor / -1.0000-0 | 103641 Q26780352  | Kategorie „Lípy u zvoničky v Klokočné“ na Wikimedia Commons                         | U zvoničky na návsi mezi žlutě značenou turistickou trasou, naučnou stezkou Krásné vyhlídky a cyklotrasou 0022. Jeden ze stromů prosychá v celém obvodu koruny. |
| Hrušeň v Klokočné                                       |                                                                | Klokočná 49°57′35″ s. š., 14°42′49″ v. d.                  | hrušeň obecná                          | 226 | 103642 Q26788674  | Kategorie „Hrušeň v Klokočné“ na Wikimedia Commons                                  | V jižním cípu remízku chatové kolonie U Hrušky na východ od vrcholu Klokočné. |
| Lípa v Klokočné                                         |                                                                | Klokočná 49°57′30″ s. š., 14°43′9″ v. d.                   | lípa malolistá                         | 320 | 103611 Q26788660  | Kategorie „Lípa v Klokočné“ na Wikimedia Commons                                    | V obci před čp. 1 u naučných stezek Cesta kocoura Mikeše a Krásné vyhlídky a cyklotrasou 0022. Lípa v roce 2006 zasažena bleskem, hořelo úžlabí. V kmeni rozsáhlá dutina, v úžlabí zastřešená, koruna sekundární, nebezpečně vysoko těžiště koruny. |
| Smrk u Konojed †                                        |                                                                | Konojedy 49°56′55″ s. š., 14°49′58″ v. d.                  | smrk ztepilý                           | 370 | 104006 Q26789033  |                                                                                     | V lese u Konojed. 29. října 2017 byl kmen stromu zlomen přibližně ve výšce 3 metry nad zemí při vichřici Herward. Ochrana zrušena 16. května 2018. |
| Červený dub                                             |                                                                | Kostelec nad Černými lesy 49°59′41″ s. š., 14°50′39″ v. d. | dub červený                            | 330 | 104024 Q26789052  | Kategorie „Červený dub“ na Wikimedia Commons                                        | Na okraji městských lesů, u silnice na Truba a cyklotrasy 0088. Krátký válcovitý kmen se průběžně dělí. |
| Dub na valech                                           |                                                                | Kostelec nad Černými lesy 49°59′43″ s. š., 14°51′43″ v. d. | dub letní sloupovitý                   | 310 | 104069 Q26789082  |                                                                                     | Na zámeckých valech. Široká, vejčitá koruna bez terminálu, spodní větve jsou ořezány, ošetřeny, neplodí. |
| Kostelecká lípa                                         |                                                                | Kostelec nad Černými lesy 49°59′36″ s. š., 14°50′48″ v. d. | lípa malolistá                         | 283 | 104038 Q26789063  | Kategorie „Kostelecká lípa (Kostelec nad Černými lesy)“ na Wikimedia Commons        | Ve střední části Ruské ulice. |
| Líska na valech                                         |                                                                | Kostelec nad Černými lesy 49°59′43″ s. š., 14°51′44″ v. d. | líska turecká                          | 264 | 104015 Q26789042  |                                                                                     | U zámku na valech, vlevo od vchodu. Koruna bez terminálu, pěkná, ale začíná prosychat. Plodí. |
| Lípy v Kostelním Hlavně †                               |                                                                | Kostelní Hlavno                                            | lípa malolistá (2)                     | & Chyba ve výrazu: Neočekávaný operátor / Chyba ve výrazu: Neočekávaný operátor / Chyba ve výrazu: Neočekávaný operátor / Chyba ve výrazu: Neočekávaný operátor / Chyba ve výrazu: Neočekávaný operátor / Chyba ve výrazu: Neočekávaný operátor / Chyba ve výrazu: Neočekávaný operátor / Chyba ve výrazu: Neočekávaný operátor / Chyba ve výrazu: Neočekávaný operátor / Chyba ve výrazu: Neočekávaný operátor / Chyba ve výrazu: Neočekávaný operátor / Chyba ve výrazu: Neočekávaný operátor / Chyba ve výrazu: Neočekávaný operátor / Chyba ve výrazu: Neočekávaný operátor / Chyba ve výrazu: Neočekávaný operátor / -1.0000-0 | 103764            |                                                                                     | U domu. |
| Lípy u Kostelního Hlavna                                |                                                                | Kostelní Hlavno 50°15′47″ s. š., 14°43′35″ v. d.           | lípa malolistá (2)                     | & Chyba ve výrazu: Neočekávaný operátor / Chyba ve výrazu: Neočekávaný operátor / Chyba ve výrazu: Neočekávaný operátor / Chyba ve výrazu: Neočekávaný operátor / Chyba ve výrazu: Neočekávaný operátor / Chyba ve výrazu: Neočekávaný operátor / Chyba ve výrazu: Neočekávaný operátor / Chyba ve výrazu: Neočekávaný operátor / Chyba ve výrazu: Neočekávaný operátor / Chyba ve výrazu: Neočekávaný operátor / Chyba ve výrazu: Neočekávaný operátor / Chyba ve výrazu: Neočekávaný operátor / Chyba ve výrazu: Neočekávaný operátor / Chyba ve výrazu: Neočekávaný operátor / Chyba ve výrazu: Neočekávaný operátor / -1.0000-0 | 103842 Q26780291  | Kategorie „Lípy u Kostelního Hlavna“ na Wikimedia Commons                           | V polích u křížku. |
| Lípy u kostela v Kunicích                               |                                                                | Kunice 49°56′10″ s. š., 14°40′11″ v. d.                    | lípa malolistá                         | & Chyba ve výrazu: Neočekávaný operátor / Chyba ve výrazu: Neočekávaný operátor / Chyba ve výrazu: Neočekávaný operátor / Chyba ve výrazu: Neočekávaný operátor / Chyba ve výrazu: Neočekávaný operátor / Chyba ve výrazu: Neočekávaný operátor / Chyba ve výrazu: Neočekávaný operátor / Chyba ve výrazu: Neočekávaný operátor / Chyba ve výrazu: Neočekávaný operátor / Chyba ve výrazu: Neočekávaný operátor / Chyba ve výrazu: Neočekávaný operátor / Chyba ve výrazu: Neočekávaný operátor / Chyba ve výrazu: Neočekávaný operátor / Chyba ve výrazu: Neočekávaný operátor / Chyba ve výrazu: Neočekávaný operátor / -1.0000-0 | 103594 Q26780348  |                                                                                     | Na obecním pozemku před vchodem do kostela svaté Máří Magdaleny u cyklotrasy Krajem Josefa Lady 0029. |
| Lípa malolistá v Ládví                                  |                                                                | Ládví 49°53′35″ s. š., 14°37′0″ v. d.                      | lípa malolistá                         | 336 | 106460            |                                                                                     | Na bývalé návsi Ládví, na zvýšeném pahorku, zhruba 10 m od krajnice vozovky |
| Babyka v Toušeni †                                      |                                                                | Lázně Toušeň                                               | javor babyka                           | 279 | 103654 Q134966899 |                                                                                     | U vchodu do zahrady čp 87; vyvrácena vichřicí. |
| Dub v Toušeni                                           | Památný dub letní pod slovanským hradištěm na okraji Toušně    | Lázně Toušeň 50°10′11″ s. š., 14°43′17″ v. d.              | dub letní                              | 530 | 103653 Q26788683  | Kategorie „Dub letní pod Hradištkem (Lázně Toušeň)“ na Wikimedia Commons            | Pod svahem bývalého hradiště, při cestě od Čelákovic u křížku vpravo, u tůně. |
| Duby u Labe                                             |                                                                | Lázně Toušeň 50°10′29″ s. š., 14°43′42″ v. d.              | dub letní (3)                          | & Chyba ve výrazu: Neočekávaný operátor / Chyba ve výrazu: Neočekávaný operátor / Chyba ve výrazu: Neočekávaný operátor / Chyba ve výrazu: Neočekávaný operátor / Chyba ve výrazu: Neočekávaný operátor / Chyba ve výrazu: Neočekávaný operátor / Chyba ve výrazu: Neočekávaný operátor / Chyba ve výrazu: Neočekávaný operátor / Chyba ve výrazu: Neočekávaný operátor / Chyba ve výrazu: Neočekávaný operátor / Chyba ve výrazu: Neočekávaný operátor / Chyba ve výrazu: Neočekávaný operátor / Chyba ve výrazu: Neočekávaný operátor / Chyba ve výrazu: Neočekávaný operátor / Chyba ve výrazu: Neočekávaný operátor / -1.0000-0 | 106221 Q76809977  |                                                                                     | Stromy rostou na pravém břehu Labe nedaleko lávky ve směru od obce Lázně Toušeň. Kolem stromů vede cyklotrasa 0019. Stáří stromů je odhadováno na 200 let. |
| Lípy u kříže                                            | Lípy malolisté u křížku nad nádražím v Lázních Toušeni         | Lázně Toušeň 50°9′59″ s. š., 14°42′37″ v. d.               | lípa malolistá (2)                     | & Chyba ve výrazu: Neočekávaný operátor / Chyba ve výrazu: Neočekávaný operátor / Chyba ve výrazu: Neočekávaný operátor / Chyba ve výrazu: Neočekávaný operátor / Chyba ve výrazu: Neočekávaný operátor / Chyba ve výrazu: Neočekávaný operátor / Chyba ve výrazu: Neočekávaný operátor / Chyba ve výrazu: Neočekávaný operátor / Chyba ve výrazu: Neočekávaný operátor / Chyba ve výrazu: Neočekávaný operátor / Chyba ve výrazu: Neočekávaný operátor / Chyba ve výrazu: Neočekávaný operátor / Chyba ve výrazu: Neočekávaný operátor / Chyba ve výrazu: Neočekávaný operátor / Chyba ve výrazu: Neočekávaný operátor / -1.0000-0 | 103652 Q26780308  | Kategorie „Lípy malolisté u křížku (Lázně Toušeň)“ na Wikimedia Commons             | U kamenného kříže nad nádražím. Jedna z lip zřejmě zanikla neznámo kdy. |
| Lípa v Toušeni                                          |                                                                | Lázně Toušeň 50°10′9″ s. š., 14°42′59″ v. d.               | lípa malolistá                         | 276 | 103656 Q26788685  | Kategorie „Lípa v Toušeni“ na Wikimedia Commons                                     | U kostela svatého Floriána, před zastávkou autobusu. |
| Líska v Toušeni †                                       |                                                                | Lázně Toušeň 50°10′15″ s. š., 14°42′42″ v. d.              | líska turecká                          | 303 | 103658 Q12034746  | Kategorie „Líska Karla IV.“ na Wikimedia Commons                                    | Volná trávníková plocha za zdí vymezující hranice parku v obci; v těsné blízkosti komunikace, strom v roce 2007 pokácen z důvodu odumření. |
| Stromořadí lip malolistých                              | Chráněné lipové stromořadí v Lázních Toušni                    | Lázně Toušeň 50°10′9″ s. š., 14°43′0″ v. d.                | lípa malolistá (9)                     | & Chyba ve výrazu: Neočekávaný operátor / Chyba ve výrazu: Neočekávaný operátor / Chyba ve výrazu: Neočekávaný operátor / Chyba ve výrazu: Neočekávaný operátor / Chyba ve výrazu: Neočekávaný operátor / Chyba ve výrazu: Neočekávaný operátor / Chyba ve výrazu: Neočekávaný operátor / Chyba ve výrazu: Neočekávaný operátor / Chyba ve výrazu: Neočekávaný operátor / Chyba ve výrazu: Neočekávaný operátor / Chyba ve výrazu: Neočekávaný operátor / Chyba ve výrazu: Neočekávaný operátor / Chyba ve výrazu: Neočekávaný operátor / Chyba ve výrazu: Neočekávaný operátor / Chyba ve výrazu: Neočekávaný operátor / -1.0000-0 | 103657 Q26790979  | Kategorie „Stromořadí lip malolistých (Lázně Toušeň)“ na Wikimedia Commons          | Na návsi podél chodníku kolmo na hlavní silnici. |
| Lípy na návsi v Lensedlích                              | Lípy u zvoničky v Lensedlích                                   | Lensedly 49°53′38″ s. š., 14°45′13″ v. d.                  | lípa malolistá (4)                     | & Chyba ve výrazu: Neočekávaný operátor / Chyba ve výrazu: Neočekávaný operátor / Chyba ve výrazu: Neočekávaný operátor / Chyba ve výrazu: Neočekávaný operátor / Chyba ve výrazu: Neočekávaný operátor / Chyba ve výrazu: Neočekávaný operátor / Chyba ve výrazu: Neočekávaný operátor / Chyba ve výrazu: Neočekávaný operátor / Chyba ve výrazu: Neočekávaný operátor / Chyba ve výrazu: Neočekávaný operátor / Chyba ve výrazu: Neočekávaný operátor / Chyba ve výrazu: Neočekávaný operátor / Chyba ve výrazu: Neočekávaný operátor / Chyba ve výrazu: Neočekávaný operátor / Chyba ve výrazu: Neočekávaný operátor / -1.0000-0 | 103639 Q26780357  | Kategorie „Lípy na návsi v Lensedlích)“ na Wikimedia Commons                        | Na návsi okolo zvoničky u modře značené turistické trasy. |
| Dub u Lhoty 2                                           | Dub u Lhoty                                                    | Lhota 50°13′36″ s. š., 14°39′9″ v. d.                      | dub letní                              | 440 | 103928 Q26788961  | Kategorie „Dub u Lhoty 2“ na Wikimedia Commons                                      | U silnici směrem na Brandýs nad Labem na okraji lesního porostu cca 300 m za odbočkou na Lhotu, v revíru "U Antoníčka". V roce 2004 kmen bez výraznějšího mechanického poškození, prosychání koruny do 15 %, padlí dubové. 2010 - koruna značně proschlá (30%), uschlé i pozůstatky větví. V místech poranění nástup dutin. |
| Jilm ve Lhotě                                           | Jilm ve Lhotě                                                  | Lhota 50°14′36″ s. š., 14°39′20″ v. d.                     | jilm habrolistý                        | 278 | 103857 Q26788904  | Kategorie „ Jilm ve Lhotě“ na Wikimedia Commons                                     | U silnice a cyklotrasy 8162 v zahradě u čp. 20. V roce 2002 proveden zdravotní řez. V roce 2004 měl tři hlavní větve. Kmen bez viditelného mechanického poškození, v koruně tracheomykózní příznaky. Koruna celkově řidší, proschlá (20%), rostlá spíše do šíře. Strom je porostlý mechem. |
| Dub v Lojovicích                                        |                                                                | Lojovice 49°53′55″ s. š., 14°39′49″ v. d.                  | dub letní                              | 559 | 103643 Q26788675  | Kategorie „Dub v Lojovicích“ na Wikimedia Commons                                   | Hráz bývalého rybníka U Dubu. |
| Jasan v Lojovicích                                      |                                                                | Lojovice 49°53′45″ s. š., 14°40′3″ v. d.                   | jasan ztepilý                          | 498 | 103644 Q26788676  | Kategorie „Jasan v Dubu“ na Wikimedia Commons                                       | Na dvoře statku v Dubu. Průběžný kmen, krásná široká koruna. |
| Lojovický dub                                           |                                                                | Lojovice 49°53′43″ s. š., 14°40′4″ v. d.                   | dub letní                              | 329 | 103645 Q26788677  | Kategorie „Lojovický dub“ na Wikimedia Commons                                      | U bývalé hospody "Na dubu". |
| Lípa v Louňovicích                                      |                                                                | Louňovice 49°58′57″ s. š., 14°45′41″ v. d.                 | lípa malolistá                         | 443 | 103615 Q26788661  | Kategorie „Lípa v Louňovicích“ na Wikimedia Commons                                 | Na zahradě u čp. 67 u modře značené turistické trasy, naučné stezky Po stopách kameníků a cyklotrasy 0022. |
| Martinovská lípa                                        |                                                                | Martinov 50°12′46″ s. š., 14°38′5″ v. d.                   | lípa malolistá                         | 290 | 103880 Q26788921  |                                                                                     | U čp. 211 u zvoničky. Mírně proschlá koruna (10%), patrné kořenové náběhy. Vyvázání třech částí stromu dvěma ocelovými lany |
| Martinovská lípa 2                                      |                                                                | Martinov 50°12′46″ s. š., 14°38′5″ v. d.                   | lípa malolistá                         | 215 | 103856 Q26788903  |                                                                                     | V obci u zvoničky, poblíž čp. 211. Sekundární koruna, mírně proschlá (10%). |
| Hrušeň v Máslovicích                                    |                                                                | Máslovice 50°12′33″ s. š., 14°22′52″ v. d.                 | hrušeň obecná                          | 214 | 105047 Q26789639  | Kategorie „Památná hrušeň v Máslovicích“ na Wikimedia Commons                       | První strom od obce při pravém okraji silnice směrem na Vodochody u cyklotrasy 7A. |
| Jírovec v Máslovicích                                   |                                                                | Máslovice 50°12′32″ s. š., 14°22′48″ v. d.                 | jírovec maďal                          | 305 | 105046 Q26789638  | Kategorie „Památný jírovec maďal v Máslovicích“ na Wikimedia Commons                | V Máslovicích u usedlosti čp. 1 u cyklotrasy 7A a naučné stezky Máslovice. |
| Buk v Měšicích †                                        |                                                                | Měšice 50°11′43″ s. š., 14°31′23″ v. d.                    | buk lesní                              | 518 | 104545 Q74837324  |                                                                                     | Strom se nacházel na okraji louky v zámeckém parku v obci Měšice. 5. června 2001 došlo k jeho pádu. Rozhodnutí o zrušení ochrany nebylo vydáno. |
| Dub v Měšicích                                          | Dub v Měšicích                                                 | Měšice 50°11′58″ s. š., 14°31′37″ v. d.                    | dub letní                              | 526 | 103586 Q26788649  | Kategorie „Dub v Měšicích“ na Wikimedia Commons                                     | V zahradě u rodinného domku. V roce 2003 proveden bezpečnostní řez. Po odstranění větví vzniklo poškození bleskem v 30 cm pruhu v celé délce kmene. V místě po odstraněné větvi hniloba a dutina, kořenové náběhy. V roce 2014 pozorovány prosychají větve ve vrcholu koruny v důsledku napadení ochmetem. Poraněné kořenové náběhy, nalezena plodnice pstřeně dubového. |
| Měšická lípa 1                                          | Lípa velkolistá v Měšicích                                     | Měšice 50°11′53″ s. š., 14°31′34″ v. d.                    | lípa velkolistá                        | 352 | 103673 Q26788692  | Kategorie „Měšická lípa 2“ na Wikimedia Commons                                     | U bývalé hájovny čp. 8 vedle žlutě značené turistické trasy. Sekundární, proschlá koruna (30%) s poškozenými větvemi a dutinami, místy odstraněna kůra, odkryté kořeny. |
| Měšická lípa 2                                          | Lípa malolistá v Měšicích                                      | Měšice 50°11′49″ s. š., 14°31′11″ v. d.                    | lípa malolistá                         | 261 | 103584 Q26788648  | Kategorie „Měšická lípa 2“ na Wikimedia Commons                                     | Naproti čp. 31, na křižovatce Líbeznice-Měšice-Mratín. Rozdvojený kmen, sekundární koruna mírně proschlá (15%). |
| Jasan v Mnichovicích                                    | Jasan ztepilý nad Zittovým mlýnem v Mnichovicích               | Mnichovice 49°56′23″ s. š., 14°42′34″ v. d.                | jasan ztepilý                          | 327 | 103609 Q26788658  | Kategorie „Jasan v Mnichovicích“ na Wikimedia Commons                               | Na hrázi u rybníčka. |
| Lípy u nové školy                                       | Lípy u nové školy na Mariánské nám. v Mnichovicích.            | Mnichovice 49°56′2″ s. š., 14°42′46″ v. d.                 | lípa malolistá (4)                     | & Chyba ve výrazu: Neočekávaný operátor / Chyba ve výrazu: Neočekávaný operátor / Chyba ve výrazu: Neočekávaný operátor / Chyba ve výrazu: Neočekávaný operátor / Chyba ve výrazu: Neočekávaný operátor / Chyba ve výrazu: Neočekávaný operátor / Chyba ve výrazu: Neočekávaný operátor / Chyba ve výrazu: Neočekávaný operátor / Chyba ve výrazu: Neočekávaný operátor / Chyba ve výrazu: Neočekávaný operátor / Chyba ve výrazu: Neočekávaný operátor / Chyba ve výrazu: Neočekávaný operátor / Chyba ve výrazu: Neočekávaný operátor / Chyba ve výrazu: Neočekávaný operátor / Chyba ve výrazu: Neočekávaný operátor / -1.0000-0 | 103608 Q26780345  | Kategorie „Lípy u nové školy“ na Wikimedia Commons                                  | U nové školy a hasičské zbrojnice. V roce 2003 zrušena ochrana 1 lípy kvůli prasklině ve kmeni a narušení statiky. Na místě ponecháno asi 4 metry vysoké torzo. |
| Topol v Mnichovicích †                                  | Topol černý v Mnichovicích.                                    | Mnichovice 49°55′50″ s. š., 14°42′48″ v. d.                | topol černý                            | 557 | 103610 Q26788659  | Kategorie „Topol v Mnichovicích“ na Wikimedia Commons                               | U stavebnin u zatáčky silnice Mnichovice-Mirošovice. Mohutná koruna bez terminálu, částečně proschlá, částečně prořezaná, není pravděpodobně čistý topol černý. Ochrana zrušena 15.09.2020. |
| Čtyřkmen                                                | Kaštanovník "Čtyřkmen"                                         | Modletice 49°58′11″ s. š., 14°35′28″ v. d.                 | kaštanovník setý                       | 206 | 106129 Q73602141  | Kategorie „Čtyřkmen“ na Wikimedia Commons                                           | V zámeckém parku. |
| Zvoník                                                  | Kaštanovník "Zvoník"                                           | Modletice 49°58′11″ s. š., 14°35′28″ v. d.                 | kaštanovník setý                       | 434 | 106128 Q73602119  | Kategorie „Zvoník“ na Wikimedia Commons                                             | V zámeckém parku. Dobrý zdravotní stav, široce rozložitá koruna, dominanta parku. V minulosti proveden zdravotní řez větví, poškození na kmeni. |
| Mratínský jírovec                                       | Mratínský jírovec                                              | Mratín 50°12′9″ s. š., 14°32′58″ v. d.                     | jírovec maďal                          | 357 | 103625 Q26788666  | Kategorie „Mratínský jírovec“ na Wikimedia Commons                                  | U Kaple sv. Archanděla Michaela. Mírně poškozený kmen, mírně proschlá koruna (10%), cca z 15% napaden klíněnkou. 8. září 2014 byla při vichřici odlomena silná větev na bázi koruny. |
| Mstětický klen                                          |                                                                | Mstětice 50°8′14″ s. š., 14°41′30″ v. d.                   | javor klen                             | 320 | 103655 Q26788684  | Kategorie „Mstětický klen“ na Wikimedia Commons                                     | U nádraží před restaurací. |
| Lípy v Mukařově                                         |                                                                | Mukařov 49°59′36″ s. š., 14°44′27″ v. d.                   | lípa obecná (1) lípa malolistá (1)     | & Chyba ve výrazu: Neočekávaný operátor / Chyba ve výrazu: Neočekávaný operátor / Chyba ve výrazu: Neočekávaný operátor / Chyba ve výrazu: Neočekávaný operátor / Chyba ve výrazu: Neočekávaný operátor / Chyba ve výrazu: Neočekávaný operátor / Chyba ve výrazu: Neočekávaný operátor / Chyba ve výrazu: Neočekávaný operátor / Chyba ve výrazu: Neočekávaný operátor / Chyba ve výrazu: Neočekávaný operátor / Chyba ve výrazu: Neočekávaný operátor / Chyba ve výrazu: Neočekávaný operátor / Chyba ve výrazu: Neočekávaný operátor / Chyba ve výrazu: Neočekávaný operátor / Chyba ve výrazu: Neočekávaný operátor / -1.0000-0 | 105099 Q26780343  |                                                                                     | Na soukromém pozemku u čp. 39 v obci. U naučné stezky Mukařov-Žernovka. Na bázi kmene jedné z lip otevřená dutina se zavalujícími se okraji, několik suchých větví v koruně. Druhý kmen bez poškození, koruna pravidelná, pěkně rostlá, bez výrazného prosychání. Jedna z lip - ochrana zrušena v roce 2020. |
| Žižkův dub v Myšlíně                                    | Žižkův dub, Myšlín                                             | Myšlín 49°56′10″ s. š., 14°44′29″ v. d.                    | dub letní                              | 700 | 106119 Q10296162  | Kategorie „Žižkův dub (Myšlín)“ na Wikimedia Commons                                | Ve směru od Mnichovic projedeme celou obcí Myšlín, až před označením konce obce odbočíme doprava po polní cestě k bývalému statku. Velká dutina ve kmeni je zakryta mříží, terminál je dutý a téměř suchý, koruna zredukovaná, strom ošetřený, olistěné větve jsou jen ve spodní části koruny.V roce 2015 se stav po ošetření zlepšil. |
| Myšlínský klen                                          |                                                                | Myšlín 49°56′11″ s. š., 14°44′29″ v. d.                    | javor klen                             | 388 | 106124 Q26790813  | Kategorie „Myšlínský klen“ na Wikimedia Commons                                     | V obci na zalesněném svahu vpravo od cesty k hospodářským budovám bývalého statku, nedaleko Žižkova dubu. Kmen má na bázi mohutné kořenové náběhy. |
| Topol v Nehvízdkách †                                   |                                                                | Nehvizdy                                                   | topol černý                            | 460 | 104544            |                                                                                     | U rybníka u silnice do Záluží, strom uhynul a zřítil se v roce 1998. |
| Lípa u Nučic                                            |                                                                | Nučice 49°57′16″ s. š., 14°52′45″ v. d.                    | lípa malolistá                         | 359 | 104014 Q26789041  |                                                                                     | U silnice z Nučic do Konojed, na pravé straně. U cyklostezky č. 1 z Prahy do Brna 1. |
| Dub u Postřižína                                        |                                                                | Odolena Voda 50°13′55″ s. š., 14°23′55″ v. d.              | dub letní                              | 506 | 103605 Q11832480  | Kategorie „Dub u Postřižína“ na Wikimedia Commons                                   | U silnice Odolena Voda-Postřižín, u hranice katastru. Rozsáhlá vypálená dutina kmene zasahující i do jedné z kosterních větví, částečně prosychající koruna. |
| Lípa svobody                                            |                                                                | Odolena Voda 50°14′ s. š., 14°24′41″ v. d.                 | lípa velkolistá                        | 205 | 106295 Q73602017  | Kategorie „Lípa svobody (Odolena Voda)“ na Wikimedia Commons                        | Strom je dominantou veřejného prostranství Dolního náměstí v Odoleně Vodě. Vysazen 10. listopadu 1918 na počest vzniku republiky. |
| Dub u Olešky                                            |                                                                | Oleška 49°57′52″ s. š., 14°55′ v. d.                       | dub letní                              | 372 | 104020 Q26789047  |                                                                                     | Na polní cestě z Olešky do Krymlova u rozcestí. |
| Lípy na návsi v Ondřejově                               | Lípy na návsi v Ondřejově                                      | Ondřejov 49°54′16″ s. š., 14°46′57″ v. d.                  | lípa malolistá (2)                     | & Chyba ve výrazu: Neočekávaný operátor / Chyba ve výrazu: Neočekávaný operátor / Chyba ve výrazu: Neočekávaný operátor / Chyba ve výrazu: Neočekávaný operátor / Chyba ve výrazu: Neočekávaný operátor / Chyba ve výrazu: Neočekávaný operátor / Chyba ve výrazu: Neočekávaný operátor / Chyba ve výrazu: Neočekávaný operátor / Chyba ve výrazu: Neočekávaný operátor / Chyba ve výrazu: Neočekávaný operátor / Chyba ve výrazu: Neočekávaný operátor / Chyba ve výrazu: Neočekávaný operátor / Chyba ve výrazu: Neočekávaný operátor / Chyba ve výrazu: Neočekávaný operátor / Chyba ve výrazu: Neočekávaný operátor / -1.0000-0 | 103637 Q26780336  | Kategorie „Lípy na návsi v Ondřejově“ na Wikimedia Commons                          | U Kostela svatého Šimona a Judy na náměstí. |
| Lípy u křížku v Ondřejově                               | Lípa u křížku v Ondřejově                                      | Ondřejov 49°54′22″ s. š., 14°46′19″ v. d.                  | lípa malolistá                         | & Chyba ve výrazu: Neočekávaný operátor / Chyba ve výrazu: Neočekávaný operátor / Chyba ve výrazu: Neočekávaný operátor / Chyba ve výrazu: Neočekávaný operátor / Chyba ve výrazu: Neočekávaný operátor / Chyba ve výrazu: Neočekávaný operátor / Chyba ve výrazu: Neočekávaný operátor / Chyba ve výrazu: Neočekávaný operátor / Chyba ve výrazu: Neočekávaný operátor / Chyba ve výrazu: Neočekávaný operátor / Chyba ve výrazu: Neočekávaný operátor / Chyba ve výrazu: Neočekávaný operátor / Chyba ve výrazu: Neočekávaný operátor / Chyba ve výrazu: Neočekávaný operátor / Chyba ve výrazu: Neočekávaný operátor / -1.0000-0 | 103635 Q26780334  | Kategorie „Lípy u křížku v Ondřejově“ na Wikimedia Commons                          | U silnice na Turkovice, na konci obce u křížku, u modře značené turistické trasy a cyklostezky Krajem Josefa Lady 0023. Na místě zbyl už pouze jeden strom z původní dvojice lip. Ochrana exempláře nalevo od křížku zrušena 24. února 2016 pro jeho špatný zdravotní stav a nebezpečí pádu. Lípa byla následně odstraněna. |
| Lípy u Kamenného kříže v Ondřejově                      |                                                                | Ondřejov 49°53′43″ s. š., 14°47′29″ v. d.                  | lípa malolistá                         | & Chyba ve výrazu: Neočekávaný operátor / Chyba ve výrazu: Neočekávaný operátor / Chyba ve výrazu: Neočekávaný operátor / Chyba ve výrazu: Neočekávaný operátor / Chyba ve výrazu: Neočekávaný operátor / Chyba ve výrazu: Neočekávaný operátor / Chyba ve výrazu: Neočekávaný operátor / Chyba ve výrazu: Neočekávaný operátor / Chyba ve výrazu: Neočekávaný operátor / Chyba ve výrazu: Neočekávaný operátor / Chyba ve výrazu: Neočekávaný operátor / Chyba ve výrazu: Neočekávaný operátor / Chyba ve výrazu: Neočekávaný operátor / Chyba ve výrazu: Neočekávaný operátor / Chyba ve výrazu: Neočekávaný operátor / -1.0000-0 | 106109 Q26780341  | Kategorie „Lípy u Kamenného kříže v Ondřejově“ na Wikimedia Commons                 | Na okraji remízku u kamenného kříže po levé straně silnice na Chocerady. Na bázi jednoho ze stromů odříznuté dvě silné větve. Neodborný řez, kalus částečný, na ploše větší rány plodnice klanolístky, strom vitální, malé % suchých větví, u báze výmladky. Druhý exemplář má poškozeny spodní větve nad loukou, mohutný kalus, koruna poněkud asymetrická, jedna vodorovná větev, u báze výmladky. U jedné z lip byla ochrana zrušena v roce 2022. |
| Jírovec v Pacově †                                      |                                                                | Pacov 50°0′46″ s. š., 14°40′31″ v. d.                      | jírovec maďal                          | 284 | 103607            |                                                                                     | Na návsi před domem čp. 47. Koruna stromu rozlomena při orkánu Kyrill a dřevina následně pokácena. Ochrana zrušena 10. června 2009. |
| Lípa v Pacově                                           | Lípa v Pacově                                                  | Pacov 50°0′46″ s. š., 14°40′30″ v. d.                      | lípa malolistá                         | 523 | 103606 Q26788657  | Kategorie „Lípa v Pacově“ na Wikimedia Commons                                      | Na návsi před domem čp. 64. Kmen se ve 4 metrech náhle rozvětvuje, nízká a široká koruna je ořezaná, ale má se k životu. Kmen je dutý, dutiny zakryty. |
| Poleradské lípy                                         |                                                                | Polerady 50°12′ s. š., 14°35′55″ v. d.                     | lípa malolistá (2)                     | & Chyba ve výrazu: Neočekávaný operátor / Chyba ve výrazu: Neočekávaný operátor / Chyba ve výrazu: Neočekávaný operátor / Chyba ve výrazu: Neočekávaný operátor / Chyba ve výrazu: Neočekávaný operátor / Chyba ve výrazu: Neočekávaný operátor / Chyba ve výrazu: Neočekávaný operátor / Chyba ve výrazu: Neočekávaný operátor / Chyba ve výrazu: Neočekávaný operátor / Chyba ve výrazu: Neočekávaný operátor / Chyba ve výrazu: Neočekávaný operátor / Chyba ve výrazu: Neočekávaný operátor / Chyba ve výrazu: Neočekávaný operátor / Chyba ve výrazu: Neočekávaný operátor / Chyba ve výrazu: Neočekávaný operátor / -1.0000-0 | 103672 Q26780289  |                                                                                     | Před hospodou u rybníka a u obecní váhy; 1 lípa zrušena v r. 1999, zrušovací rozhodnutí nedoručeno. |
| Poleradské lípy 2                                       |                                                                | Polerady 50°12′4″ s. š., 14°35′35″ v. d.                   | lípa malolistá (2)                     | & Chyba ve výrazu: Neočekávaný operátor / Chyba ve výrazu: Neočekávaný operátor / Chyba ve výrazu: Neočekávaný operátor / Chyba ve výrazu: Neočekávaný operátor / Chyba ve výrazu: Neočekávaný operátor / Chyba ve výrazu: Neočekávaný operátor / Chyba ve výrazu: Neočekávaný operátor / Chyba ve výrazu: Neočekávaný operátor / Chyba ve výrazu: Neočekávaný operátor / Chyba ve výrazu: Neočekávaný operátor / Chyba ve výrazu: Neočekávaný operátor / Chyba ve výrazu: Neočekávaný operátor / Chyba ve výrazu: Neočekávaný operátor / Chyba ve výrazu: Neočekávaný operátor / Chyba ve výrazu: Neočekávaný operátor / -1.0000-0 | 103671 Q26780286  | Kategorie „Dvě lípy malolisté(Polerady)“ na Wikimedia Commons                       | Před hospodou, čp. 31. Jedna z lip má rozdvojený kmen, mírně proschlá, sekundární koruna, odumřelé větve. Druhý strom s rozdvojeným kmenem, široce rostlou korunou, proschlou z 20%, zlámané větve. |
| Poleradský jilm                                         |                                                                | Polerady 50°12′2″ s. š., 14°35′38″ v. d.                   | jilm horský                            | 415 | 103674 Q26788693  |                                                                                     | Na dvoře domu čp. 42. V roce 2004 silné tracheomykózní příznaky, především ve vrchní části koruny. Celkové prosychání 25 %, kmen vyvětven do 7 metrů. Zdravotní stav celkově velmi zhoršený. V roce 2010 strom mírně vychýlený, proschlá koruna (50%), značně olámané větve. |
| Vrba v Přezleticích                                     |                                                                | Přezletice 50°9′18″ s. š., 14°34′56″ v. d.                 | vrba bílá smuteční                     | 478 | 103669 Q26788691  |                                                                                     | U rybníka u silnice, nyní jen torzo. |
| Lípy v Říčanech                                         | lípa řapíkatá (Olivova ulice)                                  | Říčany 49°59′24″ s. š., 14°40′36″ v. d.                    | lípa řapíkatá (2)                      | & Chyba ve výrazu: Neočekávaný operátor / Chyba ve výrazu: Neočekávaný operátor / Chyba ve výrazu: Neočekávaný operátor / Chyba ve výrazu: Neočekávaný operátor / Chyba ve výrazu: Neočekávaný operátor / Chyba ve výrazu: Neočekávaný operátor / Chyba ve výrazu: Neočekávaný operátor / Chyba ve výrazu: Neočekávaný operátor / Chyba ve výrazu: Neočekávaný operátor / Chyba ve výrazu: Neočekávaný operátor / Chyba ve výrazu: Neočekávaný operátor / Chyba ve výrazu: Neočekávaný operátor / Chyba ve výrazu: Neočekávaný operátor / Chyba ve výrazu: Neočekávaný operátor / Chyba ve výrazu: Neočekávaný operátor / -1.0000-0 | 103592 Q26780330  | Kategorie „Lípy v Říčanech“ na Wikimedia Commons                                    | Na soukromém pozemku v lokalitě "Gajdovka". |
| Buk v Říčanech                                          |                                                                | Říčany 49°59′23″ s. š., 14°40′33″ v. d.                    | buk lesní dubolistý                    | 192 | 103591 Q26788653  |                                                                                     | Na zahradě Gajdovka. Kultivar buku u kterého jsou v České republice známy asi jen tři další exempláře. |
| Duby v Říčanech                                         | Památné duby letní podél Jizerské ulice v Říčanech             | Říčany 49°59′16″ s. š., 14°39′15″ v. d.                    | dub letní (4)                          | & Chyba ve výrazu: Neočekávaný operátor / Chyba ve výrazu: Neočekávaný operátor / Chyba ve výrazu: Neočekávaný operátor / Chyba ve výrazu: Neočekávaný operátor / Chyba ve výrazu: Neočekávaný operátor / Chyba ve výrazu: Neočekávaný operátor / Chyba ve výrazu: Neočekávaný operátor / Chyba ve výrazu: Neočekávaný operátor / Chyba ve výrazu: Neočekávaný operátor / Chyba ve výrazu: Neočekávaný operátor / Chyba ve výrazu: Neočekávaný operátor / Chyba ve výrazu: Neočekávaný operátor / Chyba ve výrazu: Neočekávaný operátor / Chyba ve výrazu: Neočekávaný operátor / Chyba ve výrazu: Neočekávaný operátor / -1.0000-0 | 103612 Q26780332  | Kategorie „Duby v Říčanech“ na Wikimedia Commons                                    | Při ulici Jizerské a naučné stezce Říčansko. |
| Dubové stromořadí v Říčanech                            |                                                                | Říčany 49°59′46″ s. š., 14°38′57″ v. d.                    | dub letní (4) dub červený (1)          | & Chyba ve výrazu: Neočekávaný operátor / Chyba ve výrazu: Neočekávaný operátor / Chyba ve výrazu: Neočekávaný operátor / Chyba ve výrazu: Neočekávaný operátor / Chyba ve výrazu: Neočekávaný operátor / Chyba ve výrazu: Neočekávaný operátor / Chyba ve výrazu: Neočekávaný operátor / Chyba ve výrazu: Neočekávaný operátor / Chyba ve výrazu: Neočekávaný operátor / Chyba ve výrazu: Neočekávaný operátor / Chyba ve výrazu: Neočekávaný operátor / Chyba ve výrazu: Neočekávaný operátor / Chyba ve výrazu: Neočekávaný operátor / Chyba ve výrazu: Neočekávaný operátor / Chyba ve výrazu: Neočekávaný operátor / -1.0000-0 | 106387            | Kategorie „Dubové stromořadí v Říčanech“ na Wikimedia Commons                       | 4 exempláře dubu letního a 1 exemplář dubu červeného u křižovatky ulic Říčanská a Kolovratská. |
| Jírovec na hrázi Mlýnského rybníka                      |                                                                | Říčany 49°59′41″ s. š., 14°39′15″ v. d.                    | jírovec maďal                          | 381 | 106000 Q26790612  | Kategorie „Jírovec na hrázi Mlýnského rybníka“ na Wikimedia Commons                 | Na hrázi Mlýnského rybníka u cyklistické stezky Do Prahy na kole 0021. Esteticky působivý solitérní exemplář, v dobrém zdravotním stavu se symetrickou korunou, bez známek prosychání, dominanta na hrázi rybníka. |
| Lípa u hřbitova v Říčanech                              |                                                                | Říčany 49°59′12″ s. š., 14°38′28″ v. d.                    | lípa malolistá                         | 331 | 105023 Q26789624  | Kategorie „Lípa u hřbitova v Říčanech“ na Wikimedia Commons                         | V blízkosti brány říčanského hřbitova. |
| Lípa u trati v Říčanech                                 | Památná lípa velkolistá u trati nad říčanskou ulicí Smiřických | Říčany 49°59′37″ s. š., 14°40′9″ v. d.                     | lípa velkolistá                        | 191 | 105025 Q26789625  | Kategorie „Lípa u Trati v Říčanech“ na Wikimedia Commons                            | Roste v ulici Smiřických. |
| Památné stromořadí České republiky                      |                                                                | Říčany 49°59′47″ s. š., 14°39′46″ v. d.                    | lípa velkolistá (7)                    | & Chyba ve výrazu: Neočekávaný operátor / Chyba ve výrazu: Neočekávaný operátor / Chyba ve výrazu: Neočekávaný operátor / Chyba ve výrazu: Neočekávaný operátor / Chyba ve výrazu: Neočekávaný operátor / Chyba ve výrazu: Neočekávaný operátor / Chyba ve výrazu: Neočekávaný operátor / Chyba ve výrazu: Neočekávaný operátor / Chyba ve výrazu: Neočekávaný operátor / Chyba ve výrazu: Neočekávaný operátor / Chyba ve výrazu: Neočekávaný operátor / Chyba ve výrazu: Neočekávaný operátor / Chyba ve výrazu: Neočekávaný operátor / Chyba ve výrazu: Neočekávaný operátor / Chyba ve výrazu: Neočekávaný operátor / -1.0000-0 | 106261 Q76810016  | Kategorie „Památné stromořadí České republiky“ na Wikimedia Commons                 | V ulici Politických vězňů v Říčanech u bytového komplexu zvaného "Na Fialce". Stromořadí o 7 jedincích vysazené v roce 1968 k padesátému výročí založení Československé republiky, jako akt protestu ve vazbě na okupaci Československa cizími vojsky v srpnu roku 1968. |
| Třešeň ptačí v Říčanech u Prahy                         |                                                                | Říčany 49°59′26″ s. š., 14°39′39″ v. d.                    | třešeň ptačí                           | 299 | 106001 Q26790613  | Kategorie „Třešeň ptačí v Říčanech u Prahy“ na Wikimedia Commons                    | Hřbitovní park poručíka Koreše. |
| Čelákovický dub                                         | Čelákovický dub                                                | Sedlčánky 50°10′7″ s. š., 14°47′56″ v. d.                  | dub letní                              | 303 | 105832 Q26790406  | Kategorie „Čelákovický dub“ na Wikimedia Commons                                    | V meandru středověkého koryta Labe, zakresleném v mapě stabilního katastru z roku 1841, v místní lokalitě Hrad, pozůstatek původního porostu lužního lesa. |
| Lípa v Senohrabech                                      |                                                                | Senohraby 49°53′44″ s. š., 14°43′6″ v. d.                  | lípa                                   | 335 | 105022 Q26789623  | Kategorie „Lípa v Senohrabech“ na Wikimedia Commons                                 | V centru obce Senohraby v blízkosti památníků obětí válek u cyklotrasy Krajem Josefa Lady 0030. V rozsoše umístěn zvon. |
| Služské jasany                                          | Služské jasany                                                 | Sluhy 50°11′28″ s. š., 14°33′30″ v. d.                     | jasan ztepilý (2)                      | & Chyba ve výrazu: Neočekávaný operátor / Chyba ve výrazu: Neočekávaný operátor / Chyba ve výrazu: Neočekávaný operátor / Chyba ve výrazu: Neočekávaný operátor / Chyba ve výrazu: Neočekávaný operátor / Chyba ve výrazu: Neočekávaný operátor / Chyba ve výrazu: Neočekávaný operátor / Chyba ve výrazu: Neočekávaný operátor / Chyba ve výrazu: Neočekávaný operátor / Chyba ve výrazu: Neočekávaný operátor / Chyba ve výrazu: Neočekávaný operátor / Chyba ve výrazu: Neočekávaný operátor / Chyba ve výrazu: Neočekávaný operátor / Chyba ve výrazu: Neočekávaný operátor / Chyba ve výrazu: Neočekávaný operátor / -1.0000-0 | 103670 Q26780284  | Kategorie „Služské jasany“ na Wikimedia Commons                                     | U autobusové zastávky. |
| Lípy u hřbitova ve Slušticích                           | Lípy u hřbitova ve Slušticích                                  | Sluštice 50°2′38″ s. š., 14°40′52″ v. d.                   | lípa malolistá (4) lípa (2)            | & Chyba ve výrazu: Neočekávaný operátor / Chyba ve výrazu: Neočekávaný operátor / Chyba ve výrazu: Neočekávaný operátor / Chyba ve výrazu: Neočekávaný operátor / Chyba ve výrazu: Neočekávaný operátor / Chyba ve výrazu: Neočekávaný operátor / Chyba ve výrazu: Neočekávaný operátor / Chyba ve výrazu: Neočekávaný operátor / Chyba ve výrazu: Neočekávaný operátor / Chyba ve výrazu: Neočekávaný operátor / Chyba ve výrazu: Neočekávaný operátor / Chyba ve výrazu: Neočekávaný operátor / Chyba ve výrazu: Neočekávaný operátor / Chyba ve výrazu: Neočekávaný operátor / Chyba ve výrazu: Neočekávaný operátor / -1.0000-0 | 105024 Q26780326  | Kategorie „Lípy u hřbitova ve Slušticích“ na Wikimedia Commons                      | Na hřbitově u obce Sluštice. 4 stromy rostou u vstupní brány a 2 samostatně přímo na hřbitově. |
| Lípy u fary ve Slušticích                               | Lípy u fary ve Slušticích                                      | Sluštice 50°2′23″ s. š., 14°41′13″ v. d.                   | lípa malolistá (2)                     | & Chyba ve výrazu: Neočekávaný operátor / Chyba ve výrazu: Neočekávaný operátor / Chyba ve výrazu: Neočekávaný operátor / Chyba ve výrazu: Neočekávaný operátor / Chyba ve výrazu: Neočekávaný operátor / Chyba ve výrazu: Neočekávaný operátor / Chyba ve výrazu: Neočekávaný operátor / Chyba ve výrazu: Neočekávaný operátor / Chyba ve výrazu: Neočekávaný operátor / Chyba ve výrazu: Neočekávaný operátor / Chyba ve výrazu: Neočekávaný operátor / Chyba ve výrazu: Neočekávaný operátor / Chyba ve výrazu: Neočekávaný operátor / Chyba ve výrazu: Neočekávaný operátor / Chyba ve výrazu: Neočekávaný operátor / -1.0000-0 | 105710 Q26780329  | Kategorie „Lípy u fary ve Slušticích“ na Wikimedia Commons                          | Ve centru obce před farou blízko Kostela svatého Jakuba Staršího. V roce 2015 v kmeni jednoho ze stromů růstové deprese, odlomená jedna z kosterních větví, dutina zakrytá již nefunkční stříškou z lina. V koruně instalovaná vazba mezi dvěma zbývajícími kosterními větvemi, obvodová redukce koruny a následné zmlazení. Kosterní větev druhého exempláře směrem k faře odlomená (prasklé tlakové větvení), dutina v ráně, v jejím okolí výmladky. Značně oderodované kořeny, obvodová redukce koruny, výmladky.                                                                       |
| Dub letní †                                             |                                                                | Stará Boleslav                                             | dub letní                              | 486 | 105045            |                                                                                     | V k.ú. Stará Boleslav u zdymadla. |
| Dub u rezidence                                         |                                                                | Stará Boleslav 50°11′38″ s. š., 14°40′16″ v. d.            | dub letní sloupovitý                   | 332 | 103618 Q26788662  |                                                                                     | V zahradě rezidence. Bez dřevokazných hub, koruna nenarušena, stabilita nenarušena. |
| Lípa ve Staré Boleslavi 1                               |                                                                | Stará Boleslav 50°11′42″ s. š., 14°40′21″ v. d.            | lípa malolistá                         | 356 | 103620 Q26788664  | Kategorie „Lípa ve Staré Boleslavi 1“ na Wikimedia Commons                          | Na nádvoří před děkanstvím. Neodborný ořez, nebezpečí pádu, kmen nepoškozen, houby nejsou, koruna narušena, nerovnovážná, stabilita narušena, ohrožuje okolí. |
| Lípy u křížku v ulici Třebízského                       |                                                                | Stará Boleslav 50°12′4″ s. š., 14°40′36″ v. d.             | lípa malolistá (3)                     | & Chyba ve výrazu: Neočekávaný operátor / Chyba ve výrazu: Neočekávaný operátor / Chyba ve výrazu: Neočekávaný operátor / Chyba ve výrazu: Neočekávaný operátor / Chyba ve výrazu: Neočekávaný operátor / Chyba ve výrazu: Neočekávaný operátor / Chyba ve výrazu: Neočekávaný operátor / Chyba ve výrazu: Neočekávaný operátor / Chyba ve výrazu: Neočekávaný operátor / Chyba ve výrazu: Neočekávaný operátor / Chyba ve výrazu: Neočekávaný operátor / Chyba ve výrazu: Neočekávaný operátor / Chyba ve výrazu: Neočekávaný operátor / Chyba ve výrazu: Neočekávaný operátor / Chyba ve výrazu: Neočekávaný operátor / -1.0000-0 | 105614 Q26780304  |                                                                                     | Mezi polní cestou a ulicí Třebízského v blízkosti křižovatky Třebízského-Okružní. Z jednoho stromu zbylo už pouze torzo. |
| Duby lesmistra J. Neumanna                              |                                                                | Stará Boleslav 50°11′23″ s. š., 14°41′19″ v. d.            | dub letní (4)                          | 390, 262, 331, 333 | 106335 Q76810062  | Kategorie „Duby lesmistra J. Neumanna“ na Wikimedia Commons                         | V severním okraji bývalé kolonády v prostoru Lesoparku Houšťka, v těsné blízkosti bývalé VŠ koleje PedF UK. Skupina plně vzrostlých, zdravých a perspektivních stromů, která zvyšuje atraktivnost plochy, která byla v minulosti koncipovaná jako anglický lesopark. |
| Platan v Houšťce                                        |                                                                | Stará Boleslav 50°11′21″ s. š., 14°41′16″ v. d.            | platan javorolistý                     | 543 | 103619 Q26788663  | Kategorie „Platan v Houšťce“ na Wikimedia Commons                                   | V parku u bývalých lázní Houšťka. Mohutná, krásná koruna se dělí na tři hlavní větve. |
| Lípy u křížku ve Struhařově                             |                                                                | Struhařov 49°56′58″ s. š., 14°44′7″ v. d.                  | lípa malolistá (2)                     | & Chyba ve výrazu: Neočekávaný operátor / Chyba ve výrazu: Neočekávaný operátor / Chyba ve výrazu: Neočekávaný operátor / Chyba ve výrazu: Neočekávaný operátor / Chyba ve výrazu: Neočekávaný operátor / Chyba ve výrazu: Neočekávaný operátor / Chyba ve výrazu: Neočekávaný operátor / Chyba ve výrazu: Neočekávaný operátor / Chyba ve výrazu: Neočekávaný operátor / Chyba ve výrazu: Neočekávaný operátor / Chyba ve výrazu: Neočekávaný operátor / Chyba ve výrazu: Neočekávaný operátor / Chyba ve výrazu: Neočekávaný operátor / Chyba ve výrazu: Neočekávaný operátor / Chyba ve výrazu: Neočekávaný operátor / -1.0000-0 | 103599 Q26780323  | Kategorie „Lípy u křížku ve Struhařově“ na Wikimedia Commons                        | U křížku v remízku podél silnice na Mnichovice. |
| Lípy u zvoničky ve Struhařově                           |                                                                | Struhařov 49°57′8″ s. š., 14°44′36″ v. d.                  | lípa velkolistá (2)                    | & Chyba ve výrazu: Neočekávaný operátor / Chyba ve výrazu: Neočekávaný operátor / Chyba ve výrazu: Neočekávaný operátor / Chyba ve výrazu: Neočekávaný operátor / Chyba ve výrazu: Neočekávaný operátor / Chyba ve výrazu: Neočekávaný operátor / Chyba ve výrazu: Neočekávaný operátor / Chyba ve výrazu: Neočekávaný operátor / Chyba ve výrazu: Neočekávaný operátor / Chyba ve výrazu: Neočekávaný operátor / Chyba ve výrazu: Neočekávaný operátor / Chyba ve výrazu: Neočekávaný operátor / Chyba ve výrazu: Neočekávaný operátor / Chyba ve výrazu: Neočekávaný operátor / Chyba ve výrazu: Neočekávaný operátor / -1.0000-0 | 103600 Q26780325  |                                                                                     | U zvoničky na návsi a u naučné stezky Krásné vyhlídky. |
| Hruškovská lípa †                                       |                                                                | Stříbrná Skalice 49°54′25″ s. š., 14°50′4″ v. d.           | lípa malolistá                         | 347 | 104022 Q26789050  |                                                                                     | Pod silnicí u mlýna Hruškov. Hlavní kmen se roztrhl v roce 2014. Strom následně pokácen a ochrana zrušena k 16. březnu 2015. Na místě zbyl pařez. |
| Lípa ve Stříbrné Skalici                                |                                                                | Stříbrná Skalice 49°53′47″ s. š., 14°50′42″ v. d.          | lípa malolistá                         | 359 | 104023 Q26789051  | Kategorie „Lípa ve Stříbrné Skalici“ na Wikimedia Commons                           | Na severním svahu pod Kostelem svatého Jana Nepomuckého. |
| Skupina dvou lip u Chotouňského potoka                  |                                                                | Sulice 49°54′41″ s. š., 14°32′38″ v. d.                    | lípa malolistá                         | & Chyba ve výrazu: Neočekávaný operátor / Chyba ve výrazu: Neočekávaný operátor / Chyba ve výrazu: Neočekávaný operátor / Chyba ve výrazu: Neočekávaný operátor / Chyba ve výrazu: Neočekávaný operátor / Chyba ve výrazu: Neočekávaný operátor / Chyba ve výrazu: Neočekávaný operátor / Chyba ve výrazu: Neočekávaný operátor / Chyba ve výrazu: Neočekávaný operátor / Chyba ve výrazu: Neočekávaný operátor / Chyba ve výrazu: Neočekávaný operátor / Chyba ve výrazu: Neočekávaný operátor / Chyba ve výrazu: Neočekávaný operátor / Chyba ve výrazu: Neočekávaný operátor / Chyba ve výrazu: Neočekávaný operátor / -1.0000-0 | 106523            |                                                                                     | Poblíž rybníka založeném na Chotouňském potoce. |
| Skupina dvou lip v Sulicích                             |                                                                | Sulice 49°54′50″ s. š., 14°32′27″ v. d.                    | lípa malolistá                         | & Chyba ve výrazu: Neočekávaný operátor / Chyba ve výrazu: Neočekávaný operátor / Chyba ve výrazu: Neočekávaný operátor / Chyba ve výrazu: Neočekávaný operátor / Chyba ve výrazu: Neočekávaný operátor / Chyba ve výrazu: Neočekávaný operátor / Chyba ve výrazu: Neočekávaný operátor / Chyba ve výrazu: Neočekávaný operátor / Chyba ve výrazu: Neočekávaný operátor / Chyba ve výrazu: Neočekávaný operátor / Chyba ve výrazu: Neočekávaný operátor / Chyba ve výrazu: Neočekávaný operátor / Chyba ve výrazu: Neočekávaný operátor / Chyba ve výrazu: Neočekávaný operátor / Chyba ve výrazu: Neočekávaný operátor / -1.0000-0 | 106524            |                                                                                     | V centru zástavby obce Sulice. |
| Alej ve Svémyslicích                                    |                                                                | Svémyslice 50°8′51″ s. š., 14°38′52″ v. d.                 | lípa malolistá (27)                    | & Chyba ve výrazu: Neočekávaný operátor / Chyba ve výrazu: Neočekávaný operátor / Chyba ve výrazu: Neočekávaný operátor / Chyba ve výrazu: Neočekávaný operátor / Chyba ve výrazu: Neočekávaný operátor / Chyba ve výrazu: Neočekávaný operátor / Chyba ve výrazu: Neočekávaný operátor / Chyba ve výrazu: Neočekávaný operátor / Chyba ve výrazu: Neočekávaný operátor / Chyba ve výrazu: Neočekávaný operátor / Chyba ve výrazu: Neočekávaný operátor / Chyba ve výrazu: Neočekávaný operátor / Chyba ve výrazu: Neočekávaný operátor / Chyba ve výrazu: Neočekávaný operátor / Chyba ve výrazu: Neočekávaný operátor / -1.0000-0 | 103665 Q26790841  |                                                                                     | Podél rybníka. |
| Svémyslická lípa                                        |                                                                | Svémyslice 50°8′47″ s. š., 14°38′57″ v. d.                 | lípa malolistá                         | 282 | 103666 Q26788689  |                                                                                     | Vlevo u vchodu do kostela. Boulovitý kmen ze kterého jsou pravidelně odstraňovány výmladky. Od vrcholu koruna částečně prosychá. |
| Stolzova lípa                                           |                                                                | Svojetice 49°58′22″ s. š., 14°44′20″ v. d.                 | lípa velkolistá                        | 338 | 105709 Q26790253  |                                                                                     | V obci v areálu Statku Svojetice. Strom tvoří 5 kosterních větví. Tlakové větvení je provizorně svázané popruhem. |
| Šestajovické lípy                                       |                                                                | Šestajovice 50°6′49″ s. š., 14°41′19″ v. d.                | lípa malolistá (3)                     | & Chyba ve výrazu: Neočekávaný operátor / Chyba ve výrazu: Neočekávaný operátor / Chyba ve výrazu: Neočekávaný operátor / Chyba ve výrazu: Neočekávaný operátor / Chyba ve výrazu: Neočekávaný operátor / Chyba ve výrazu: Neočekávaný operátor / Chyba ve výrazu: Neočekávaný operátor / Chyba ve výrazu: Neočekávaný operátor / Chyba ve výrazu: Neočekávaný operátor / Chyba ve výrazu: Neočekávaný operátor / Chyba ve výrazu: Neočekávaný operátor / Chyba ve výrazu: Neočekávaný operátor / Chyba ve výrazu: Neočekávaný operátor / Chyba ve výrazu: Neočekávaný operátor / Chyba ve výrazu: Neočekávaný operátor / -1.0000-0 | 103647 Q26780314  |                                                                                     | U svatého Isidora u silnice do Jiren. Nejmohutnějšímu stromu ze skupiny ve vrcholu zasychají i silné větve, na kmeni velká výmladnost. Ostatní prosychají od vrcholu a jsou ovlivněny konkurencí vyššího stromu. |
| Škvorecká lípa                                          |                                                                | Škvorec 50°3′0″ s. š., 14°43′44″ v. d.                     | lípa malolistá                         | 415 | 103663 Q26788687  | Kategorie „Škvorecká lípa“ na Wikimedia Commons                                     | Na okraji obce u silnice do Dobročovic a u červeně značené turistické trasy. V roce 2015 strom silně prosychal, větve se olamují, několik vrtaných vazeb, jedna přetržená, směrem k travnatému prostoru odlomená silná větev zakrytá v minulosti stříškou (nefunkční). Ze strany od silnice je prasklé úžlabí rovněž zakryté stříškou. Zaznamenány plodnice dvou druhů dřevokazných hub. |
| Lípy u Donáta                                           |                                                                | Škvorec 50°3′11″ s. š., 14°44′41″ v. d.                    | lípa malolistá (4)                     | & Chyba ve výrazu: Neočekávaný operátor / Chyba ve výrazu: Neočekávaný operátor / Chyba ve výrazu: Neočekávaný operátor / Chyba ve výrazu: Neočekávaný operátor / Chyba ve výrazu: Neočekávaný operátor / Chyba ve výrazu: Neočekávaný operátor / Chyba ve výrazu: Neočekávaný operátor / Chyba ve výrazu: Neočekávaný operátor / Chyba ve výrazu: Neočekávaný operátor / Chyba ve výrazu: Neočekávaný operátor / Chyba ve výrazu: Neočekávaný operátor / Chyba ve výrazu: Neočekávaný operátor / Chyba ve výrazu: Neočekávaný operátor / Chyba ve výrazu: Neočekávaný operátor / Chyba ve výrazu: Neočekávaný operátor / -1.0000-0 | 103601 Q26780310  | Kategorie „Lípy u Donáta“ na Wikimedia Commons                                      | U sochy svatého Donáta z roku 1765 na křižovatce polních cest Úvaly-Hradešín-Škvorec-Přišimasy a u rozcestníku žlutě a červeně značených turistických tras. Ze dvou stromů zbylo po zásahu bleskem jen olámané torzo s výmladky. Nejmohutnější exemplář se sekundární korunou, provedena obvodová redukce, došlo ke zmlazení, vitalita je snížená, instalovaná vazba. Čtvrtý strom dosazen později. |
| Lípy ve Škvorci                                         |                                                                | Škvorec 50°2′47″ s. š., 14°44′57″ v. d.                    | lípa malolistá (5)                     | & Chyba ve výrazu: Neočekávaný operátor / Chyba ve výrazu: Neočekávaný operátor / Chyba ve výrazu: Neočekávaný operátor / Chyba ve výrazu: Neočekávaný operátor / Chyba ve výrazu: Neočekávaný operátor / Chyba ve výrazu: Neočekávaný operátor / Chyba ve výrazu: Neočekávaný operátor / Chyba ve výrazu: Neočekávaný operátor / Chyba ve výrazu: Neočekávaný operátor / Chyba ve výrazu: Neočekávaný operátor / Chyba ve výrazu: Neočekávaný operátor / Chyba ve výrazu: Neočekávaný operátor / Chyba ve výrazu: Neočekávaný operátor / Chyba ve výrazu: Neočekávaný operátor / Chyba ve výrazu: Neočekávaný operátor / -1.0000-0 | 103659 Q26780311  | Kategorie „Lípy ve Škvorci“ na Wikimedia Commons                                    | U silnice na Přišimasy u pozůstatků křížku. Stav stromů v roce 2015 - Nejmohutnější strom ze skupiny, sekundární koruna, dutiny v bázích kosterních větví sahající až do úžlabí zakryté dnes již nefunkčními stříškami. Druhý největší strom se svícnovitou sekundární korunou, výmladky na bázi kmene, určité procento suchých menších větví. Strom nejblíže silnice, sekundární koruna, dutina v úžlabí zakrytá již nefunkční stříškou. Strom s nejmenším obvodem kmene, úzká koruna tvarově silně ovlivněná růstem ve skupině, dvě kosterní větve. Z posledního stromu zbylo jen torzo. |
| Lipová alej Za Štiřínem v Kamenici                      |                                                                | Štiřín 49°54′55″ s. š., 14°36′22″ v. d.                    | lípa malolistá (17)                    | & Chyba ve výrazu: Neočekávaný operátor / Chyba ve výrazu: Neočekávaný operátor / Chyba ve výrazu: Neočekávaný operátor / Chyba ve výrazu: Neočekávaný operátor / Chyba ve výrazu: Neočekávaný operátor / Chyba ve výrazu: Neočekávaný operátor / Chyba ve výrazu: Neočekávaný operátor / Chyba ve výrazu: Neočekávaný operátor / Chyba ve výrazu: Neočekávaný operátor / Chyba ve výrazu: Neočekávaný operátor / Chyba ve výrazu: Neočekávaný operátor / Chyba ve výrazu: Neočekávaný operátor / Chyba ve výrazu: Neočekávaný operátor / Chyba ve výrazu: Neočekávaný operátor / Chyba ve výrazu: Neočekávaný operátor / -1.0000-0 | 103593 Q26790839  | Kategorie „Lipová alej za Štiřínem v Kamenici“ na Wikimedia Commons                 | Na vyvýšeném valu vedle silnice mezi Štiřínem a Všedobrovicemi podél cyklotrasy Greenways Praha–Vídeň. Alej vysazena zřejmě na přelomu 18. a 19. století jako zpevňující prvek hráze později zaniklého rybníka. |
| Lípa u Tehova                                           |                                                                | Tehov 49°58′26″ s. š., 14°41′25″ v. d.                     | lípa malolistá                         | 138 | 106191 Q73599808  | Kategorie „Lípa u Tehova“ na Wikimedia Commons                                      | U křížku na návrší nad obcí Tehov. Významná krajinná dominanta polí nad Tehovem. Solitérní strom nízkého vzrůstu se symetrickou široce rozloženou korunou. |
| Dub letní v Těptíně                                     |                                                                | Těptín 49°54′4″ s. š., 14°34′54″ v. d.                     | dub letní                              | 473 | 106563            |                                                                                     | U Dvorského rybníka v Kamenici. |
| Smrky v údolí Kamenického potoka                        | Smrky v údolí Kamenického potoka                               | Těptín 49°53′20″ s. š., 14°34′56″ v. d.                    | smrk ztepilý (31)                      | & Chyba ve výrazu: Neočekávaný operátor / Chyba ve výrazu: Neočekávaný operátor / Chyba ve výrazu: Neočekávaný operátor / Chyba ve výrazu: Neočekávaný operátor / Chyba ve výrazu: Neočekávaný operátor / Chyba ve výrazu: Neočekávaný operátor / Chyba ve výrazu: Neočekávaný operátor / Chyba ve výrazu: Neočekávaný operátor / Chyba ve výrazu: Neočekávaný operátor / Chyba ve výrazu: Neočekávaný operátor / Chyba ve výrazu: Neočekávaný operátor / Chyba ve výrazu: Neočekávaný operátor / Chyba ve výrazu: Neočekávaný operátor / Chyba ve výrazu: Neočekávaný operátor / Chyba ve výrazu: Neočekávaný operátor / -1.0000-0 | 103597 Q12055058  | Kategorie „Památné smrky u Kamenice (okres Praha-východ)“ na Wikimedia Commons      | Podél Kamenického potoka mezi 1. a 2. pravostranným přítokem od Kamenice. V roce 2008 zrušena ochrana smrku č. 4. Více krásných exemplářů smrků. Měřený roste těsně u potoka, je nejsilnější a má číslo 1345. Strom vypadá zdravě i když poblíž je podobný, ale slabší a jeho kůra je oklována ptáky a pravděpodobně má ve dřevě houbu. |
| Lípy u křížku v Lensedlích                              | Lípy u křížku v Lensedlích                                     | Turkovice 49°53′46″ s. š., 14°45′3″ v. d.                  | lípa malolistá (2)                     | & Chyba ve výrazu: Neočekávaný operátor / Chyba ve výrazu: Neočekávaný operátor / Chyba ve výrazu: Neočekávaný operátor / Chyba ve výrazu: Neočekávaný operátor / Chyba ve výrazu: Neočekávaný operátor / Chyba ve výrazu: Neočekávaný operátor / Chyba ve výrazu: Neočekávaný operátor / Chyba ve výrazu: Neočekávaný operátor / Chyba ve výrazu: Neočekávaný operátor / Chyba ve výrazu: Neočekávaný operátor / Chyba ve výrazu: Neočekávaný operátor / Chyba ve výrazu: Neočekávaný operátor / Chyba ve výrazu: Neočekávaný operátor / Chyba ve výrazu: Neočekávaný operátor / Chyba ve výrazu: Neočekávaný operátor / -1.0000-0 | 103638 Q26780338  | Kategorie „Lípy u křížku v Lensedlích“ na Wikimedia Commons                         | Dvě lípy u křížku z roku 1846 mezi Turkovicemi a Lensedly u modře značené turistické cesty a naučné stezky Vodnické vycházky. Třetí z lip patrně uschla, při kontrole z roku 1992 je uváděna jako téměř suchá. |
| Dub v Masarykově háji                                   |                                                                | Úvaly 50°4′31″ s. š., 14°43′46″ v. d.                      | dub zimní                              | 355 | 106033 Q26790640  | Kategorie „Dub v Masarykově háji“ na Wikimedia Commons                              | V lesním porostu v Masarykově háji u zeleně značené stezky a u Městské naučné stezky Úvaly . |
| Dub ve Škvorecké oboře                                  |                                                                | Úvaly 50°4′13″ s. š., 14°41′51″ v. d.                      | dub zimní                              | 355 | 106032 Q26790639  | Kategorie „Mariánský dub“ na Wikimedia Commons                                      | Na území Přírodního parku Škvorecká obora – Králičina. |
| Lípa na hrázi Fabráku                                   |                                                                | Úvaly 50°4′15″ s. š., 14°43′44″ v. d.                      | lípa malolistá                         | 580 | 106034 Q26790642  | Kategorie „Lípa na hrázi Fabráku“ na Wikimedia Commons                              | Ve svahu nad rybníkem Fabrák u červeně značené turistické trasy. |
| Alej v Popovicích                                       |                                                                | Velké Popovice 49°55′17″ s. š., 14°38′12″ v. d.            | dub letní (2) lípa malolistá (4)       | & Chyba ve výrazu: Neočekávaný operátor / Chyba ve výrazu: Neočekávaný operátor / Chyba ve výrazu: Neočekávaný operátor / Chyba ve výrazu: Neočekávaný operátor / Chyba ve výrazu: Neočekávaný operátor / Chyba ve výrazu: Neočekávaný operátor / Chyba ve výrazu: Neočekávaný operátor / Chyba ve výrazu: Neočekávaný operátor / Chyba ve výrazu: Neočekávaný operátor / Chyba ve výrazu: Neočekávaný operátor / Chyba ve výrazu: Neočekávaný operátor / Chyba ve výrazu: Neočekávaný operátor / Chyba ve výrazu: Neočekávaný operátor / Chyba ve výrazu: Neočekávaný operátor / Chyba ve výrazu: Neočekávaný operátor / -1.0000-0 | 103603 Q26790823  | Kategorie „Alej v Popovicích“ na Wikimedia Commons                                  | Hráz bývalého rybníka pod farskou zahradou a Klášterního rybníka. |
| Lípa v Popovicích                                       |                                                                | Velké Popovice 49°55′21″ s. š., 14°38′20″ v. d.            | lípa malolistá                         | 403 | 103602 Q26788656  | Kategorie „Lípa v Popovicích“ na Wikimedia Commons                                  | U Kostela Panny Marie Sněžné vedle sochy sv. Jana Nepomuckého. Kolem vede modře značená turistická trasa a naučná stezka Krajinou barona Ringhoffera. |
| Lípa v Záluží                                           |                                                                | Záluží 50°8′37″ s. š., 14°44′54″ v. d.                     | lípa malolistá                         | 325 | 103648 Q26788679  | Kategorie „Lípa v Záluží“ na Wikimedia Commons                                      | Na návsi u zvoničky. |
| Lípa u mateřské školy                                   |                                                                | Záryby 50°13′14″ s. š., 14°37′27″ v. d.                    | lípa malolistá                         | 323 | 103855 Q26788902  |                                                                                     | V zahradě mateřské školy. Dutina ve spodní části kmene, kdysi ořezán na hlavu. Koruna je sekundární, má keřovitý tvar, je proschlá (20%), hustě zavětvená a na některých větvích jsou patrny počátky dutin. Dvě hlavní části vyvázány ocelovým lanem. |
| Macháčkova lípa v Zárybech †                            |                                                                | Záryby 50°13′16″ s. š., 14°37′34″ v. d.                    | lípa malolistá                         | 275 | 103854            |                                                                                     | U hlavní silnice na návsi u čp. 1. nakloněná nad silnici. Vyvrácena vichřicí v noci z 12. na 13. června 2003. Ochrana zrušena 16. června 2003. Při likvidaci vývratu zjištěn poměrně malý, zřejmě sekundární kořenový systém. |
| Topol v Zárybech †(?)                                   |                                                                | Záryby 50°13′30″ s. š., 14°37′24″ v. d.                    | topol černý                            | 508 | 103881 Q26788922  |                                                                                     | U bývalého přívozu přes Labe u Labské cyklotrasy 2. Strom na místě už patrně nestojí, jen vyvrácené torzo. Ochrana zatím nezrušena. V roce 1999 pěkná, užší koruna, kmen je poškozený (odřená kůra), ale ránu zavaluje. Zdravotní stav je úměrný stáří stromu. Chybí označení. V roce 2003 mírné poškození kmene a koruny, zhoršená stabilita. Značně proschlá sekundární koruna (30%), nástup dutin. |
| Lípa na Boučí                                           |                                                                | Zvánovice 49°55′42″ s. š., 14°46′58″ v. d.                 | lípa malolistá                         | 282 | 106062 Q26790675  |                                                                                     | Na okraji obce směrem k Ondřejovu u křížku. |
| Lípy u kapličky ve Zvánovicích                          |                                                                | Zvánovice 49°56′2″ s. š., 14°46′49″ v. d.                  | lípa malolistá (4)                     | & Chyba ve výrazu: Neočekávaný operátor / Chyba ve výrazu: Neočekávaný operátor / Chyba ve výrazu: Neočekávaný operátor / Chyba ve výrazu: Neočekávaný operátor / Chyba ve výrazu: Neočekávaný operátor / Chyba ve výrazu: Neočekávaný operátor / Chyba ve výrazu: Neočekávaný operátor / Chyba ve výrazu: Neočekávaný operátor / Chyba ve výrazu: Neočekávaný operátor / Chyba ve výrazu: Neočekávaný operátor / Chyba ve výrazu: Neočekávaný operátor / Chyba ve výrazu: Neočekávaný operátor / Chyba ve výrazu: Neočekávaný operátor / Chyba ve výrazu: Neočekávaný operátor / Chyba ve výrazu: Neočekávaný operátor / -1.0000-0 | 103616 Q26780319  | Kategorie „Lípy u kapličky ve Zvánovicích“ na Wikimedia Commons                     | Okolo kapličky v obci u modře značené turistické trasy a cyklostezky Krajem Josefa Lady 0023. Nejmohutnější ze čtyř stromů byl 16. června 2016 rozlomen silným větrem ve výšce 1,8 m nad zemí. Část koruny spadla na kapličku a elektrické vedení. Ochrana tohoto kusu následně zrušena 15. července 2016. Na místě zůstává jen torzo. Tento exemplář měl zvláštní borku, mohutnou korunu, širší než vyšší. U paty kmene rostly václavky. |
| Zvánovická lípa                                         |                                                                | Zvánovice 49°56′ s. š., 14°46′47″ v. d.                    | lípa malolistá                         | 273 | 106057 Q26790669  |                                                                                     | V obci u křižovatky ulic Voděradská a Okružní a u cyklostezky Krajem Josefa Lady 0023. |
| Žižkův dub a památné lípy u zvoničky                    |                                                                | Zvánovice 49°55′56″ s. š., 14°46′49″ v. d.                 | lípa malolistá dub letní               | & Chyba ve výrazu: Neočekávaný operátor / Chyba ve výrazu: Neočekávaný operátor / Chyba ve výrazu: Neočekávaný operátor / Chyba ve výrazu: Neočekávaný operátor / Chyba ve výrazu: Neočekávaný operátor / Chyba ve výrazu: Neočekávaný operátor / Chyba ve výrazu: Neočekávaný operátor / Chyba ve výrazu: Neočekávaný operátor / Chyba ve výrazu: Neočekávaný operátor / Chyba ve výrazu: Neočekávaný operátor / Chyba ve výrazu: Neočekávaný operátor / Chyba ve výrazu: Neočekávaný operátor / Chyba ve výrazu: Neočekávaný operátor / Chyba ve výrazu: Neočekávaný operátor / Chyba ve výrazu: Neočekávaný operátor / -1.0000-0 | 106068 Q26780321  |                                                                                     | V obci u kamenné zvoničky a u modře značené turistické trasy a cyklostezky Krajem Josefa Lady 0023. |